# Operazioni navali nella prima guerra mondiale
Le operazioni navali nella prima guerra mondiale si svilupparono principalmente intorno all'esigenza di garantire la sicurezza delle proprie vie di comunicazione marittima e di bloccare o insidiare quelle del nemico. In particolare le marine militari delle potenze alleate (la Royal Navy britannica, la Marine nationale francese, la Voenno-morskoj flot russa, la Regia Marina italiana ed, in misura minore, la United States Navy statunitense e la Marina imperiale giapponese) adottarono una strategia che puntava a controllare le aree utilizzate dai propri traffici marittimi e a imporre il blocco di quelli avversari.
Le operazioni navali delle marine degli Imperi centrali (la Kaiserliche Marine tedesca, la k.u.k. Kriegsmarine austro-ungarica e la Osmanlı Donanması ottomana) furono invece caratterizzate dalla strategia della "flotta in potenza": numericamente superate, le flotte di superficie degli Imperi Centrali non si impegnarono in scontri frontali con il grosso del nemico, ma mantennero una minaccia "potenziale", cercando di usurare le forze avversarie, di forzarne il blocco e di insidiarne le rotte commerciali attraverso l'utilizzo di unità leggere, sommergibili e navi corsare.
Le operazioni belliche coinvolsero (in maniera più o meno diretta e più o meno intensa) tutti gli oceani e gli specchi d'acqua principali del globo. Se il Mare del Nord fu teatro degli scontri a distanza tra la Hochseeflotte tedesca e la Grand Fleet britannica, nel Mar Mediterraneo le flotte combinate di Italia, Francia e Regno Unito (con piccoli contributi da parte di Giappone, Australia e Grecia) si confrontarono con la marina austro-ungarica, praticamente asserragliata all'interno dei suoi porti sul Mare Adriatico, oltre ad impegnarsi contro le difese ottomane dello stretto dei Dardanelli.
L'immenso Impero russo si trovò ad affrontare la Germania nel mar Baltico e l'Impero ottomano nel Mar Nero, mentre le poche navi tedesche a guardia delle colonie dell'Oceano Pacifico furono surclassate dalle più numerose flotte giapponese ed australiana; anche l'Oceano Indiano e le acque del Sudamerica furono teatro di scontri tra le navi corsare tedesche e le squadre di incrociatori Alleati inviate alla loro caccia. Infine l'Oceano Atlantico fu teatro della prima grande campagna sommergibilistica della storia, con gli U-Boot tedeschi impegnati contro il traffico commerciale diretto verso le isole britanniche e intenti a confrontarsi con le forze congiunte di Regno Unito e (dopo il 1917) Stati Uniti.

## Antefatti

### La corsa agli armamenti
Gli ultimi anni del XIX secolo ed i primi anni del XX secolo furono caratterizzati da una vasta corsa agli armamenti che interessò tutte le principali potenze mondiali, e che ebbe profondi influssi anche nel campo degli armamenti navali; la prima crisi marocchina del 1905, ed i conseguenti attriti che si determinarono tra Francia e Regno Unito da un lato e la Germania dall'altro per i possedimenti in Marocco, resero palese la nuova situazione di confronto venutasi a creare in mare. Divenuta uno stato unitario solo nel 1871, la Germania si era imposta solo recentemente come potenza mondiale e, soprattutto nei confronti di Regno Unito e Francia, era intervenuta con ritardo nella corsa ad accaparrarsi domini coloniali sparsi per il mondo; nell'ottica di accrescere l'influenza mondiale e coloniale della nazione, il governo tedesco si era imposto di rivalutare lo sviluppo di una grande flotta da battaglia: la marina del Regno di Prussia e del neonato stato tedesco era una forza ridotta, destinata principalmente alla difesa delle acque costiere nazionali, ma con la nomina del grand'ammiraglio Alfred von Tirpitz alla guida del Ministero della Marina (Reichsmarineamt) nel 1897 lo sviluppo di una "flotta d'alto mare" (Hochseeflotte) divenne uno dei cardini portanti della politica della Germania.
Lo sviluppo della flotta tedesca non poté che innescare reazioni analoghe in Regno Unito, la cui marina era indiscutibilmente la più potente a livello mondiale: la nascita della Hochseeflotte, di base a poche miglia dalle coste dell'Inghilterra, mise in pericolo il predominio britannico sui mari, spingendo Londra a fare il possibile per continuare a mantenere un considerevole vantaggio sull'avversario. A ciò si univano anche le teorizzazioni dello studioso di guerra navale Alfred Thayer Mahan, secondo cui una potenza navale risultava in definitiva superiore ad una meramente continentale: sebbene tale tesi fosse poi messa in discussione, nei primi anni del XX secolo assunse un ruolo centrale nella politica di molte nazioni. Se da un punto di vista politico lo sviluppo della flotta tedesca fu uno dei fattori che guidarono il Regno Unito verso l'alleanza con i tradizionali nemici della Germania, la Francia e l'Impero russo, da un punto di vista militare essa spinse la Royal Navy ad intraprendere la politica del "two keels for one", varando due nuove unità da guerra per ogni nave messa in mare dai tedeschi: sebbene tale rapporto si dimostrasse impossibile da raggiungere, la maggiore esperienza dei cantieri navali britannici, unita al non avere la necessità di mantenere anche un grande esercito terrestre come quello tedesco, consentirono al Regno Unito di guadagnare un ampio vantaggio numerico sui rivali.
La contesa navale anglo-tedesca ebbe poi riflessi in tutto il mondo. Con un procedimento analogo a quello avvenuto nel Mare del Nord ma su scala più ridotta, anche nel Mar Mediterraneo si assistette ad una corsa agli armamenti navali, con il Regno d'Italia che cercò di affermare il suo ruolo di potenza locale scontrandosi con gli interessi della Francia e dell'Impero austro-ungarico. Fuori dall'Europa, gli Stati Uniti d'America avevano ormai conseguito un chiaro ruolo di potenza regionale con la vittoria nella guerra ispano-americana, iniziando ad estendere la loro influenza anche oltre il continente americano; in Asia, l'Impero giapponese era emerso come potenza regionale dominante dopo i successi nella prima guerra sino-giapponese e soprattutto nella guerra russo-giapponese, assumendo via via un ruolo sempre più netto nel panorama mondiale anche grazie ad una solida alleanza con il Regno Unito. Sia statunitensi che giapponesi videro quindi nella costruzione di grandi flotte da battaglia un modo per difendere il ruolo acquisito e per affermarsi come potenze a livello mondiale.

### La tecnologia navale
Alla fine dell'Ottocento l'unità principale da battaglia era la nave da battaglia pre-dreadnought, una nave di meno di 20000 tonnellate di dislocamento e con una velocità massima non superiore ai 18 nodi, generati da un apparato propulsivo basato su macchine a vapore alternative alimentate a carbone; l'armamento era basato su quattro cannoni principali da 280 o 305 mm sistemati in due torri a prua e poppa, ed un gran numero di pezzi di calibro inferiore sistemati lungo la fiancata dello scafo, in barbette o casematte corazzate, una soluzione che alla prova dei fatti si dimostrò inadeguata perché esponeva i pezzi all'umidità ed agli spruzzi di acqua salata, e perché l'orizzonte di tiro risultava eccessivamente ridotto rispetto alla sistemazione in torretta girevole. Secondo la dottrina tattica dell'epoca, la corazzata avrebbe affrontato il nemico facendo uso prevalentemente dell'armamento secondario mentre i pezzi di grosso calibro sarebbero serviti a dare il "colpo di grazia" al nemico sconfitto: ciò dipendeva dal fatto che da un lato i cannoni di piccolo calibro avevano una celerità di tiro più elevata, dall'altro i sistemi di rilevamento delle distanze erano ancora piuttosto primitivi e consentivano tiri efficaci solo a corta gittata. Molte navi erano ancora dotate di rostri per speronare le avversarie, e di complessi, costosi e pesanti tubi lanciasiluri posti sotto la linea di galleggiamento: entrambi, alla prova dei fatti, si dimostrarono sempre più inutili nel combattimento tra navi maggiori.
Già nel corso della guerra russo-giapponese del 1904-05 ci si accorse che i cambiamenti tecnologici in atto stavano mutando anche il modo di combattere la guerra in mare: i miglioramenti delle tecniche siderurgiche portarono alla produzione di migliori leghe di acciaio, aumentando la qualità e lo spessore delle corazze al punto che l'artiglieria secondaria risultava non più efficace contro di esse; questo, unito ai miglioramenti nella produzione delle bocche da fuoco che portarono la celerità di tiro dei grossi calibri quasi alla pari con quella dei piccoli calibri, spinse a riconsiderare il ruolo dell'artiglieria principale delle navi, dandole una maggiore prevalenza sull'armamento secondario. L'introduzione del giroscopio e dei sistemi centralizzati per il controllo del tiro portarono ad ulteriori miglioramenti nell'efficacia delle artiglierie: la gittata utile dei proiettili, fino ad allora limitata a meno di 2 000 metri, passò a 7 000 - 10 000 metri.
Nell'ambito degli apparati propulsivi, l'invenzione della turbina a vapore nel 1884 fece compiere un notevole balzo in avanti: grosse corazzate erano ora capaci di muoversi a velocità ben superiori ai 20 nodi, con le unità minori capaci di superare anche i 25 nodi; di conseguenza, le dimensioni delle unità navali iniziarono a crescere notevolmente. L'incremento della velocità ridusse la minaccia per le navi maggiori rappresentata dai sommergibili, un'arma di recente introduzione nell'arsenale navale: molto lenti in immersione e dotati di scarsa autonomia, i sommergibili avevano ora poche possibilità di prendere di mira una veloce unità di superficie, capace di portarsi rapidamente fuori portata; ciò contribuì anche ad orientare tale arma alla caccia del più lento traffico mercantile. L'applicazione di controcarene (e di reti anti-siluro, che si dimostrarono però meno efficaci) diminuì, almeno per le unità di grosso tonnellaggio, la minaccia rappresentata dai siluri e dalle mine navali: la perdita di velocità che tali sistemi comportavano fu compensata dai nuovi sistemi propulsivi; anche il miglioramento delle tecniche di compartimentazione stagna, in cui i tedeschi si dimostrarono molto capaci, incrementò le possibilità di sopravvivenza delle unità da guerra.
Il nuovo massiccio utilizzo del petrolio al posto del carbone come propellente aumentò notevolmente l'autonomia delle navi e le rese meno visibili al nemico, in quanto il petrolio produceva una minor quantità di fumi di scarico; ciò produsse di converso nuove esigenze di politica internazionale, legate alla necessità di garantirsi costanti forniture di petrolio dai pochi paesi che ne producevano: proprio la difficoltà a procurarsi il nuovo propellente spinse i tedeschi a mantenere prevalentemente la propulsione a carbone, ottenibile dai più sicuri giacimenti minerari della Ruhr. La radio divenne uno strumento più diffuso sulle unità navali, consentendo migliori comunicazioni degli ordini, mentre verso la fine della guerra iniziarono anche a comparire i primi rudimentali esemplari del sonar, per il rilevamento delle unità sommerse.

### Le dreadnought
Nel 1893 l'ingegnere navale italiano Vittorio Cuniberti iniziò a progettare un nuovo tipo di nave da battaglia, tenendo conto di tutte le innovazioni tecnologiche che stavano avendo luogo: nella sua progettazione, la corazzata sarebbe stata dotata solo di cannoni di grosso calibro in torri girevoli e di una propulsione a turbina che ne avrebbe di gran lunga incrementato la velocità e l'autonomia. Poiché l'Italia non aveva né le finanze né le capacità per portare avanti un simile progetto, Cuniberti fu autorizzato a rendere pubblici i suoi studi nel 1902, trovando subito un largo interesse: il Giappone impostò la Satsuma nel 1905 e l'anno successivo gli Stati Uniti misero in cantiere le unità della classe South Carolina, entrambe dotate di un gran numero cannoni di grosso calibro come armamento principale ma ancora con la propulsione a motore a vapore.
La HMS Dreadnought fu la prima unità ad entrare in servizio, costruita rispettando le linee tracciate da Cuniberti e diede il nome a questa tipologia di navi, altrimenti dette "corazzate monocalibro": varata nel 1906, la nave aveva un dislocamento di poco più di 20000 t a pieno carico, ma era capace di una velocità di 21 nodi assicurata dalle sue quattro turbine a vapore Parson; l'armamento principale era basato su 10 cannoni da 305 mm in torri girevoli, mentre i 27 cannoni secondari da 76,2 mm erano intesi solo come difesa ravvicinata dalle unità siluranti veloci. Su indicazione del Primo Lord del Mare John Fisher, che fortemente l'aveva voluta e ne aveva promosso la realizzazione, la Dreadnought divenne il modello su cui si svilupparono le successive classi di corazzate britanniche: nel 1912 entrarono in servizio le quattro unità della classe Orion, definite come le prime "super-dreadnought" per via del loro dislocamento (22000 t) e del calibro dei loro cannoni (10 da 343 mm); l'apice fu raggiunto con le cinque "corazzate veloci" della classe Queen Elizabeth, entrate in servizio a conflitto iniziato: il dislocamento a pieno carico superava le 36000 t, le turbine a vapore alimentate a petrolio garantivano una velocità di 24 nodi, mentre l'armamento principale era costituito da 8 dei nuovi cannoni da 381 mm.

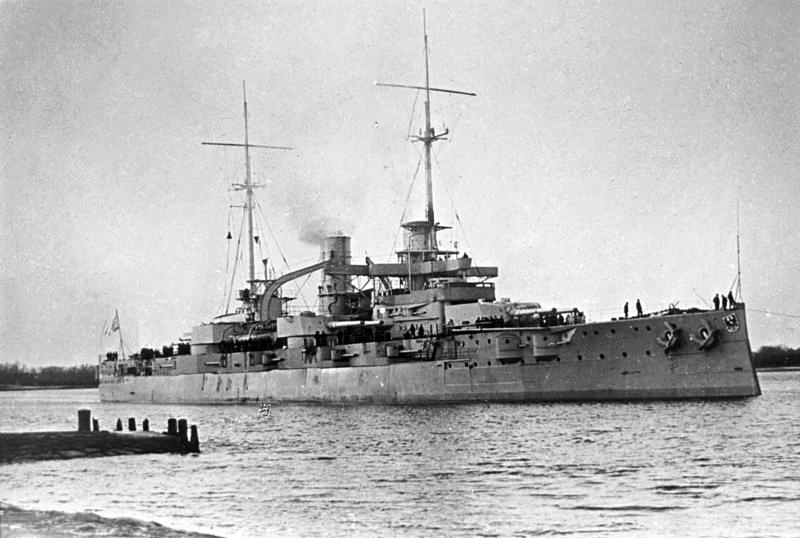
La, classe Nassau, la prima risposta tedesca alla classe Dreadnought.

L'entrata in servizio della Dreadnought rese di colpo completamente obsolete tutte le navi precedenti, obbligando le varie nazioni a dotarsi di questo nuovo strumento. Dopo un primo modello di transizione rappresentato dalle quattro unità della classe Nassau del 1909 (21000 t, 12 cannoni da 280 mm), i tedeschi si specializzarono ben presto in questo nuovo tipo di costruzioni, realizzando navi più lente e con cannoni di calibro minore rispetto alle equivalenti britanniche ma con una corazzatura più spessa ed armi di maggior precisione: le super-dreadnought della classe König, entrate in servizio a conflitto iniziato, avevano un dislocamento di 28000 t e 10 cannoni da 305 mm, mentre le due unità della classe Bayern, realizzate negli ultimi mesi di guerra, raggiungevano le 32000 t e montavano 8 dei nuovi cannoni da 380 mm. Le prime dreadnought francesi della classe Courbet (23000 t, 12 cannoni da 305 mm) entrarono in servizio nel 1913, seguite a guerra iniziata dalle super-dreadnought della classe Bretagne (26000 t, 10 cannoni da 340 mm); la Russia, la cui flotta era in fase di ricostruzione dopo essere stata quasi completamente annientata nella guerra russo-giapponese, dovette invece attendere la fine del 1914 per avere in servizio le prime dreadnought della classe Gangut (24000 t, 12 cannoni da 305 mm). Le uniche dreadnought austro-ungariche furono le quattro della classe Tegetthoff (21000 t, 12 cannoni da 305 mm), entrate in servizio tra il 1913 ed il 1915; dopo la prima sperimentale dreadnought Dante Alighieri del 1913 (21000 t, 12 cannoni da 305 mm), l'Italia realizzò le tre unità della classe Conte di Cavour e due della classe Caio Duilio (tutte da 25000 t e 13 cannoni da 305 mm), le ultime delle quali entrarono in servizio ad ostilità iniziate.

### Gli incrociatori da battaglia
Parallelamente alla costruzione delle dreadnought, il Primo Lord del Mare John Fisher si fece promotore dello sviluppo anche di una nuova tipologia di unità navali, gli incrociatori da battaglia: si trattava di unità con dislocamento ed armamento paragonabile ad una corazzata, ma dotate di una velocità molto superiore, assicurata tramite apparati motore più potenti ed una corazzatura più ridotta; nelle intenzioni di Fisher l'armamento pesante degli incrociatori gli avrebbe consentito di eliminare avversari di livello pari o inferiore, mentre la maggiore velocità avrebbe loro permesso di sottrarsi agevolmente dal combattimento con unità di livello superiore. I primi incrociatori da battaglia della classe Invincible entrarono in servizio appena due anni dopo la Dreadnought: si trattava di navi dal dislocamento di 20000 t a pieno carico ed armate con 8 cannoni da 305 mm (paragonabili quindi alla stessa Dreadnought), ma con un apparato motore potenziato in grado di spingerle alla velocità massima di 25 nodi (contro i 21 della Dreadnought); sul modello delle super-dredanought della classe Orion, nel 1912 entrarono in servizio gli incrociatori della classe Lion (30000 t, 8 canoni da 343 mm, quasi 28 nodi di velocità), fino all'apice rappresentato dalle unità della classe Renown (30000 t, 8 cannoni da 381, più di 30 nodi di velocità), entrate in servizio a partire dal 1916.
Solo Germania e Giappone raccolsero l'idea dell'incrociatore da battaglia dettata dai britannici. Come per le corazzate, i tedeschi realizzarono unità meno veloci ed armate, ma dotate di una migliore corazzatura che garantiva una capacità di sopravvivenza superiore alle omologhe unità britanniche: dopo lo sperimentale Von der Tann del 1910 (21000 t, 8 cannoni da 280 mm, 27 nodi) ed i primi esemplari della classe Moltke del 1912 (25000 t, 10 cannoni da 280 mm, 28 nodi), a guerra iniziata entrarono in servizio le unità della classe Derfflinger da 31000 t, più lente (26 nodi) ma meglio armate (8 cannoni da 305 mm) e corazzate delle precedenti. Il Giappone realizzò a cavallo dell'entrata in guerra le quattro unità della classe Kongo, navi da 27000 t armate con 8 cannoni da 356 mm e capaci di una velocità di 27 nodi; riscontrati i pericoli derivanti dalla poca corazzatura, tutte queste unità furono ricostruite come "corazzate veloci" nel corso degli anni '30. Per il resto nessun'altra marina realizzò tali unità: gli Stati Uniti impostarono due unità della classe Lexington, salvo poi riconvertirle in portaerei negli anni '20 prima del loro completamento, mentre la pianificata classe Borodino della marina russa non andò oltre lo stadio di progetto.

## Si aprono le ostilità

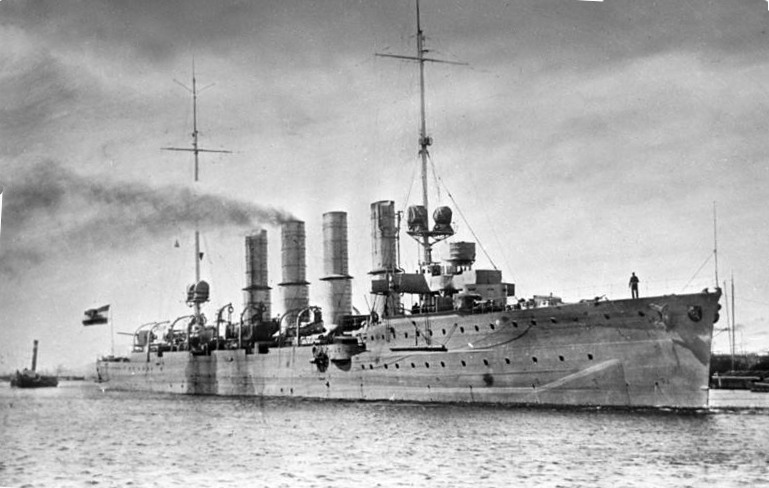
Il (in primo piano) scortato dal in una foto del 1912. Queste due navi tedesche vennero inviate all'inizio del conflitto verso la Turchia neutrale per bloccare la Russia nel Mar Nero.

Con lo scoppio del conflitto avvenuto con la dichiarazione di guerra dell'Austria-Ungheria alla Serbia il 28 luglio 1914, le marine militari dei paesi belligeranti si trovarono a dover fronteggiare le prime operazioni navali, e mentre Francia, Gran Bretagna, Russia, Germania e Austria-Ungheria mobilitavano le loro navi, altri paesi come Italia, Impero ottomano, Bulgaria, Grecia e Romania rimasero in un primo tempo neutrali, influenzando così le strategie dei belligeranti. Il contrammiraglio Wilhelm Souchon, comandante della Mittelmeerdivision tedesca composta dall'incrociatore da battaglia Goeben e dall'incrociatore leggero Breslau allo scoppio del conflitto si trovava nel Mediterraneo, più precisamente a Pola dove i tecnici stavano riparando le caldaie del Goeben.
Il 3 agosto Souchon ricevette ordini per dirigere verso gli stretti e raggiungere la Turchia, per l'interesse della Germania di garantirsi l'amicizia dei turchi ancora neutrali, mantenendo così la Russia bloccata nel Mar Nero.
L'ammiraglio austriaco Anton Haus, Marinekommandant e capo della Marinesektion del Ministero della Guerra dal 1913, allo scoppio delle ostilità si preoccupò principalmente di difendere la sua flotta e assicurare la difesa delle coste austriache, soprattutto quelle più meridionali confinanti con il Montenegro alleato della Serbia, le cui artiglierie dominavano la base navale di Cattaro. Ma motivo di preoccupazione per Haus fu anche la neutralità italiana. Nel caso infatti di un intervento militare italiano a fianco dell'Intesa, la Regia Marina sarebbe diventata il nemico principale per la k.u.k. Kriegsmarine, e in quest'ottica era necessario conservare il più possibile la flotta per tenerla pronta a contrastare il nemico più pericoloso.
Il 6 agosto il primo Lord del mare, principe di Battenberg, e il sottocapo di stato maggiore della flotta francese Schwerer, firmarono a Londra una convenzione navale che assegnava alla Francia la direzioni delle operazioni navali nel Mediterraneo. Le forze britanniche nel Mediterraneo sarebbero state sotto il comando dell'ammiraglio francese Boué de Lapeyrère, e sia a Gibilterra sia a Malta, sarebbero state a disposizione dei francesi. Inoltre la flotta britannica nel Mediterraneo, sotto il comando di sir Archibald Milne doveva fornire assistenza al rimpatrio delle truppe francesi dall'Africa. Così facendo i britannici lasciarono ai francesi la responsabilità nel Mediterraneo per concentrarsi invece a contrastare i tedeschi nel Mare del Nord, anche se la Mediterranean Fleet, formata da tre moderni incrociatori da battaglia, l'Invincible, l'Inflexible e l'Indomitable, oltre a quattro incrociatori corazzati, quattro incrociatori leggeri e quattordici cacciatorpediniere, seppur sotto comando francese, rese la zona di Malta e dell'Egeo orientale, di fatto, una zona di operazioni britannica.

### Le forze in campo
Unità in servizio al momento dell'entrata in guerra delle rispettive nazioni (tra parentesi, le unità aggiuntesi ad ostilità iniziate); le unità completate dopo la guerra o mai completate non sono conteggiate.
| Stato                  | Dreadnought | Pre-dreadnought | Incr. da battaglia | Incr. corazzati | Incr. protetti | Incr. leggeri | Cacciatorpediniere | Sommergibili |         |
| Alleati                | Alleati     | Alleati         | Alleati            | Alleati         | Alleati        | Alleati       | Alleati            | Alleati      | Alleati |
| ---------------------- | ----------- | --------------- | ------------------ | --------------- | -------------- | ------------- | ------------------ | ------------ | ------- |
| Impero britannico      | 22 (13)     | 48              | 9 (3)              | 35              | 91             | 17 (37)       | 256 (268)          | 84 (127)     |         |
| Francia                | 4 (3)       | 23              | 0                  | 22              | 9              | 0             | 83 (30)            | 55 (19)      |         |
| Russia                 | 0 (7)       | 9 (2)           | 0                  | 6               | 8 (1)          | 0             | 10 (31)            | 26 (28)      |         |
| Italia                 | 5 (1)       | 8               | 0                  | 9               | 0              | 5 (9)         | 35 (17)            | 21 (64)      |         |
| Giappone               | 2 (4)       | 14              | 1 (3)              | 12              | 15             | 6             | 50 (27)            | 12 (3)       |         |
| Stati Uniti            | 14 (2)      | 23              | 0                  | 12              | 24             | 3             | 68 (46)            | 47 (30)      |         |
| Totale Alleati         | 47 (30)     | 125 (2)         | 10 (6)             | 96              | 147 (1)        | 31 (46)       | 502 (419)          | 245 (271)    |         |
| Imperi centrali        |             |                 |                    |                 |                |               |                    |              |         |
| Germania               | 15 (4)      | 24              | 5 (2)              | 9               | 6              | 36 (12)       | 133 (96)           | 27 (348)     |         |
| Austria-Ungheria       | 3 (1)       | 13              | 0                  | 3               | 2              | 4 (3)         | 25 (5)             | 6 (21)       |         |
| Impero ottomano        | 0           | 3               | 0                  | 0               | 2              | 0             | 8                  | 0 (1)        |         |
| Totale Imperi centrali | 18 (5)      | 40              | 5 (2)              | 12              | 10             | 40 (15)       | 166 (101)          | 33 (369)     |         |

## Teatri delle operazioni

### Mare del Nord

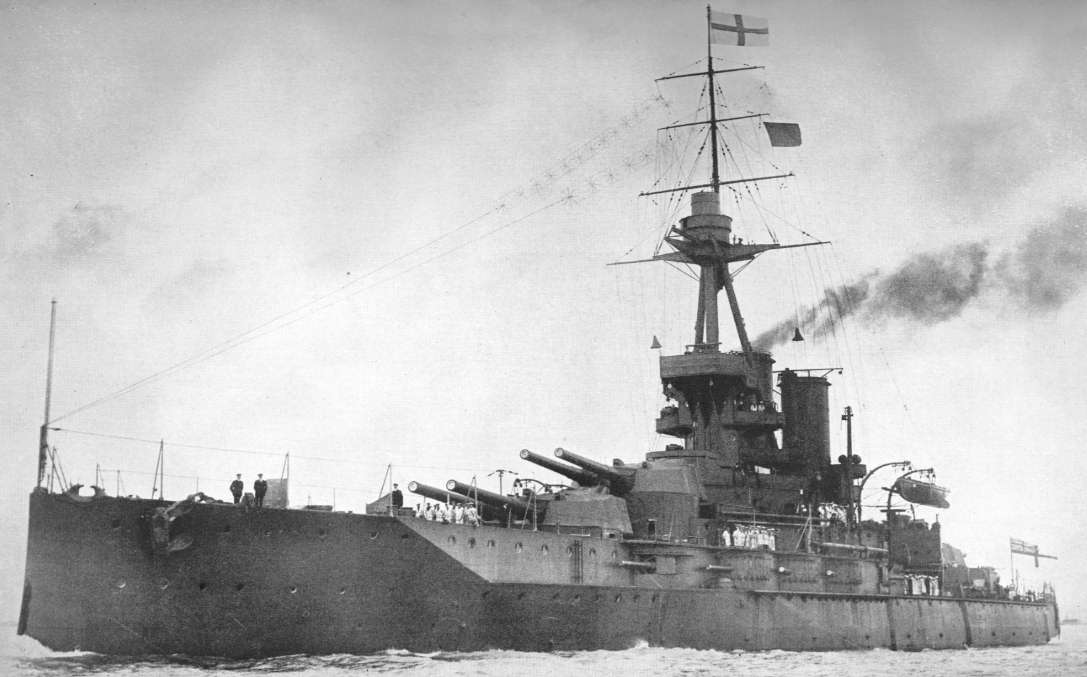
La, nave ammiraglia della Grand Fleet.

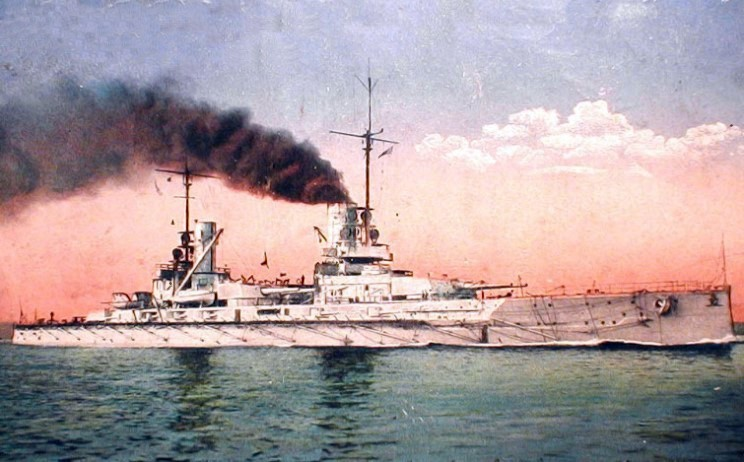
La, nave ammiraglia della Hochseeflotte.

Il Mare del Nord fu il teatro principale della guerra navale nel primo conflitto mondiale: qui infatti si fronteggiavano le più potenti forze navali dei due schieramenti, la Grand Fleet britannica e la Hochseeflotte tedesca; sebbene fosse opinione comune che le due flotte dovessero prima o poi affrontarsi in un grande scontro frontale, entrambi i comandi decisero invece di adottare una strategia attendista, sfidandosi in modo indiretto senza rischiare in maniera avventata il nucleo centrale delle rispettive forze. La Royal Navy impose subito uno stretto blocco navale a danno dei porti tedeschi: nell'arco di sei mesi 383 piroscafi furono catturati o affondati dai britannici mentre altri 788 furono obbligati a rifugiarsi in porti neutrali, privando gli Imperi Centrali di circa il 61% della propria flotta mercantile.
I primi mesi di guerra furono dedicati da entrambe le parti a stendere campi minati a difesa delle proprie basi ed a ostacolare il traffico mercantile nemico nel bacino; le prime perdite navali furono causate in massima parte da mine: il 6 agosto 1914 l'incrociatore leggero britannico HMS Amphion urtò una mina tedesca e affondò portandosi dietro oltre all'equipaggio anche i prigionieri tedeschi del posamine che aveva deposto l'ordigno, 160 uomini in tutto, mentre il 27 ottobre seguente fu la dreadnought HMS Audacious ad affondare dopo aver urtato un ordigno al largo delle coste dell'Irlanda. Le operazioni di minamento e di ricognizione nel bacino fornirono subito l'occasione per scontri tra gruppi di unità leggere dei due contendenti: il 28 agosto 1914 una squadra di incrociatori britannici attaccò un gruppo di navi tedesche nella baia di Helgoland, affondando tre incrociatori leggeri nemici senza subire perdite; il 22 settembre seguente, invece, nel corso di un'unica azione il sommergibile tedesco U-9 affondò in rapida successione tre vecchi incrociatori corazzati britannici al largo delle coste olandesi.
La squadra di incrociatori da battaglia tedeschi dell'ammiraglio Franz von Hipper, composta dalle navi più moderne e veloci a disposizione della Hochseeflotte, fu ben presto impegnata in missioni di bombardamento della costa orientale dell'Inghilterra, più come forma di pressione psicologica che per infliggere danni materiali: il 3 novembre 1914 i tedeschi bombardarono Yarmouth, perdendo sulla via del ritorno l'incrociatore corazzato SMS Yorck a causa dell'urto con una mina; il 16 dicembre gli incrociatori di Hipper bombardarono le cittadine di Scarborough, Hartlepool e Whitby, sfuggendo di poco alla reazione delle navi britanniche. Il 24 gennaio 1915, invece, grazie all'intercettazione di un messaggio radio tedesco, gli incrociatori da battaglia britannici dell'ammiraglio David Beatty furono in grado di agganciare la squadra di Hipper prima che arrivasse in vista delle coste inglesi: dopo uno scontro nei pressi del Dogger Bank, Hipper fu in grado di ritirarsi e rientrare alla base, perdendo però il vecchio incrociatore SMS Blücher; dopo questa azione il kaiser vietò ogni ulteriore uscita in mare delle unità pesanti della Hochseeflotte senza un suo specifico ordine.
Per circa un anno e mezzo la situazione nel bacino rimase invariata, con solo sporadici scontri tra unità leggere delle due parti; le cose iniziarono a cambiare all'inizio del 1916, quando l'ammiraglio Reinhard Scheer fu messo al comando della Hochseeflotte: fautore di una strategia più aggressiva, Scheer progettò di logorare la Gran Fleet attirando poco per volta gruppi isolati di unità britanniche davanti alla sua intera forza di corazzate, oltre a promuovere un ruolo più aggressivo per la flotta di sommergibili tedeschi.

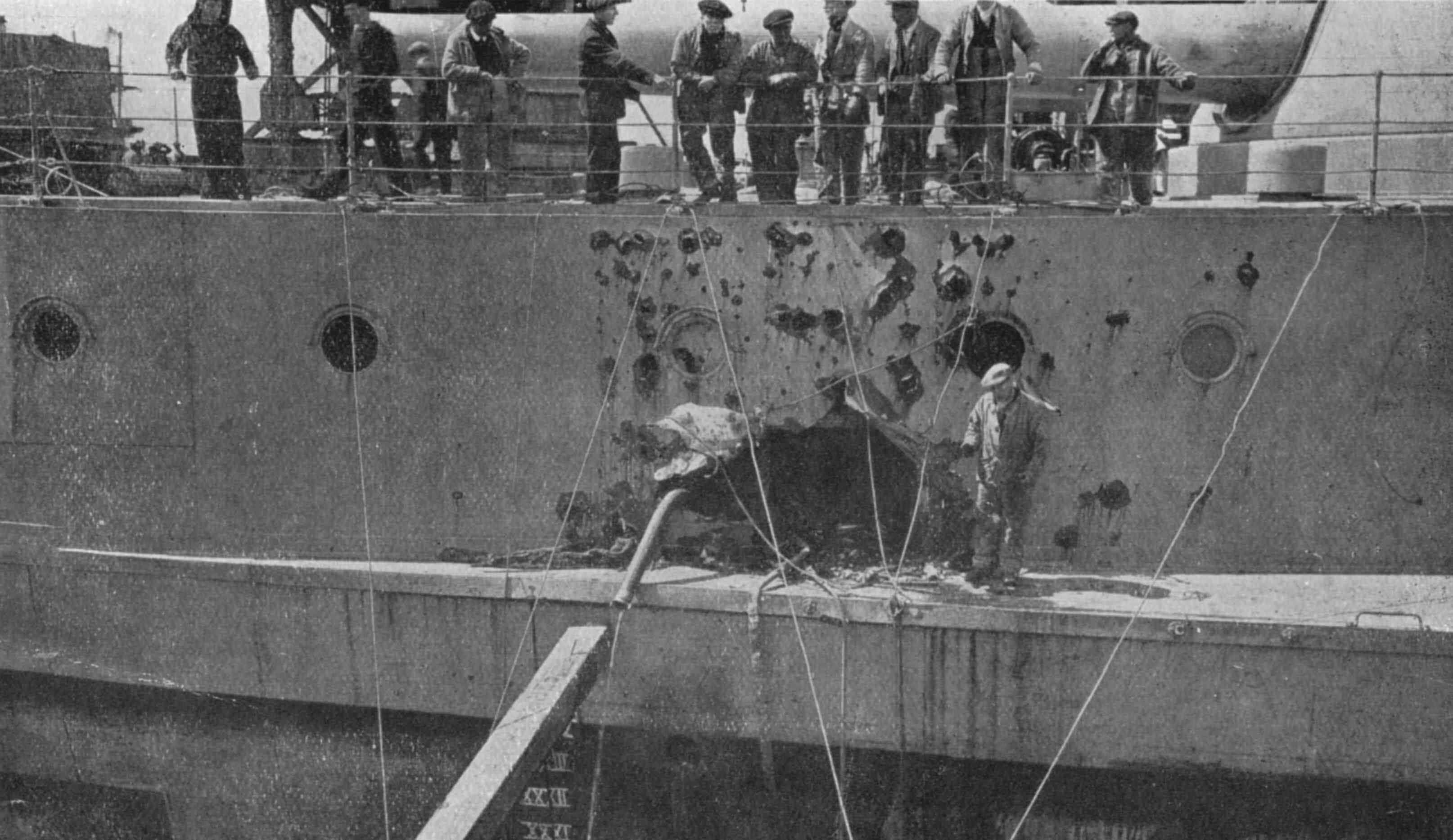
La danneggiata dopo lo scontro con la flotta tedesca nello Jutland.

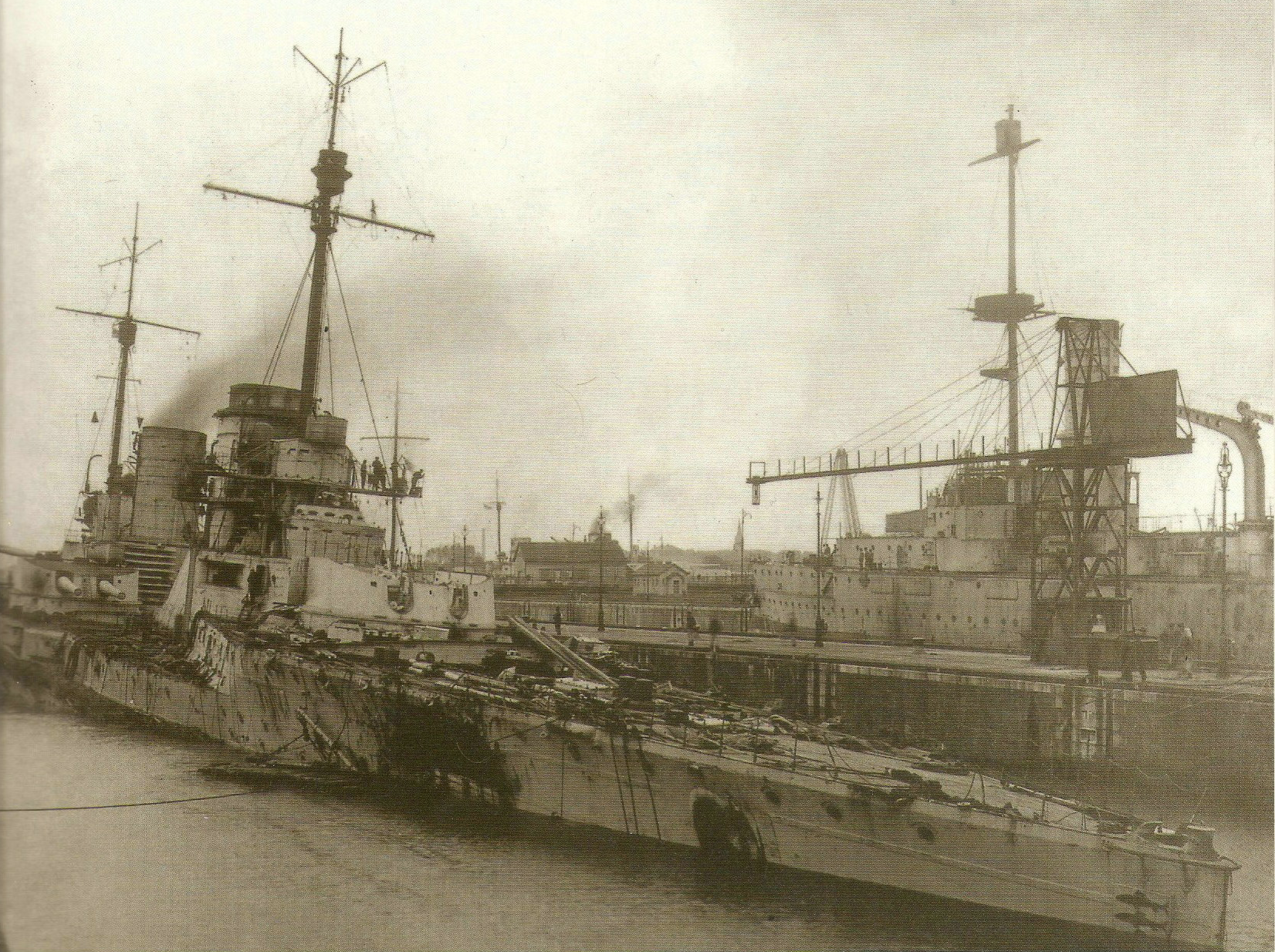
L'incrociatore, gravemente danneggiato nella battaglia dello Jutland.

Il 24 aprile 1916 gli incrociatori di Hipper bombardarono Yarmouth e Lowestoft mentre le corazzate di Scheer appoggiavano l'azione, nell'attesa che distaccamenti britannici si lanciassero alla caccia delle navi tedesche impegnate nel raid; i due gruppi avversari passarono a meno di ottanta chilometri l'uno dall'altro, ma non entrarono in contatto. Nelle prime ore del 31 maggio 1916 l'intera Hochseeflotte tedesca prese il mare, nel tentativo di intercettare unità isolate britanniche in navigazione al largo delle coste danesi; l'intercettazione dei messaggi radio permise ai britannici di venire a conoscenza della sortita tedesca, e l'intera Grand Fleet prese il mare sotto la guida dell'ammiraglio John Jellicoe.
Nel pomeriggio del 31 maggio le due flotte si affrontarono al largo dello Jutland: dopo un primo combattimento tra gli incrociatori da battaglia di Hipper e Beatty, i corpi centrali delle rispettive flotte vennero a contatto, con i tedeschi, in netta inferiorità numerica, che cercavano di rientrare alla base tallonati dai britannici; dopo una serie di complesse manovre e grazie all'approssimarsi della notte, Scheer riuscì a rompere il contatto ed a riportare la sua flotta alla base. La battaglia dello Jutland, il maggior scontro navale della guerra, ebbe un esito contestato: se i tedeschi inflissero al nemico più perdite di quante ne subirono (la Grand Fleet perse 3 incrociatori da battaglia, 3 incrociatori corazzati, 8 cacciatorpediniere e 6 945 uomini, contro un incrociatore da battaglia, una corazzata pre-dreadnought, 4 incrociatori leggeri, 5 cacciatorpediniere e 3 058 uomini da parte tedesca), l'azione non pregiudicò l'operatività della flotta britannica, ancora considerevolmente più forte dell'avversario e pienamente in grado di mantenere il blocco delle coste della Germania.
Il mancato pericolo scampato allo Jutland convinse Scheer a non rischiare più l'intera Hochseeflotte in una singola azione: il 18 agosto l'ammiraglio prese il mare con la flotta quasi al completo per una nuova incursione contro le coste inglesi, ma l'avvistamento da parte dei dirigibili tedeschi di una vasta formazione britannica convinse Scheer a riportare le sue navi alla base senza entrare in contatto con il nemico. Da allora e fino alla fine del conflitto nel Mare del Nord si svolsero solo azioni su piccola scala; l'ultimo combattimento che vide impegnate navi principali si ebbe il 17 novembre 1917, quando una formazione britannica attaccò una piccola squadra tedesca nei pressi di Helgoland, ma lo scontro si rivelò non decisivo ed entrambe le parti riportarono solo danni leggeri. La situazione rimase invariata fin verso gli ultimi giorni di guerra, quando ormai apparve chiaro che la sconfitta della Germania fosse solo questione di tempo: il 29 ottobre 1918 fu dato ordine alla Hochseeflotte di prepararsi per un'uscita in mare al completo per cercare un'ultima battaglia decisiva, ma per tutta risposta gli equipaggi delle navi, il cui morale e disciplina erano a terra dopo due anni di inattività, si ammutinarono e presero possesso della flotta, estendendo la rivolta anche alle basi navali di Kiel e Wilhelmshaven; l'armistizio dell'11 novembre 1918 pose formalmente fine alle ostilità nel Mare del Nord.

### Canale della Manica
Allo scoppio delle ostilità la Gran Bretagna non aveva truppe sul continente europeo, e il suo corpo di spedizione (BEF) al comando di Sir John French, doveva ancora essere radunato, armato e inviato al fronte al di là della Manica.
Il 12 agosto le avanguardie del corpo di spedizione britannico attraversarono la Manica scortate da 19 navi da guerra. In dieci giorni furono sbarcati 120 000 uomini senza che una sola vita o una sola nave andassero perdute, non avendo la Kaiserliche Marine mai ostacolato le operazioni. Il ministero della marina tedesco era sicuro di riuscire ad impedire ai britannici di raggiungere i porti francesi e belgi, ma quando gli ammiragli comunicarono al capo di stato maggiore von Moltke che avrebbero potuto fermare le truppe britanniche durante la traversata, questi si oppose osservando: 
Nonostante il canale della Manica fosse di importanza vitale per la BEF che combatteva in Francia, la Royal Navy non vi teneva navi da guerra di grandi dimensioni. Lo stesso ammiragliato britannico non aveva basi da guerra navali nelle vicinanze del canale. Quindi, la minaccia principale per i britannici era costituita dalla possibilità di un'azione in forze della Hochseeflotte tedesca, che, salpando da Helgoland con le sue 13 navi da battaglia (oltre a numerosi incrociatori da battaglia e centinaia di navi più piccole), avrebbe in pratica potuto distruggere ogni nave Alleata che si fosse avventurata nella Manica. La Hochseeflotte, infatti, sarebbe stata contrastata solo da sei incrociatori leggeri, costruiti nel 1898-1899, troppo antiquati per operare insieme alle nuove potenti unità della Grand Fleet a Scapa Flow.
La minaccia rappresentata dagli U-Boot, reale, non era tenuta in grande considerazione dall'ammiragliato, visto che li considerava un tipo di arma inefficace. Occorre considerare, tuttavia, che lo stesso alto comando tedesco considerava i sommergibili delle "armi sperimentali". Quindi, nonostante il canale della Manica fosse un'arteria di comunicazione vitale, non fu mai attaccato direttamente dalla marina tedesca.
Verso la fine della guerra la Royal Navy si pose il problema di interdire le azioni delle unità leggere e degli U-Boot che partivano dai porti del Belgio occupato.

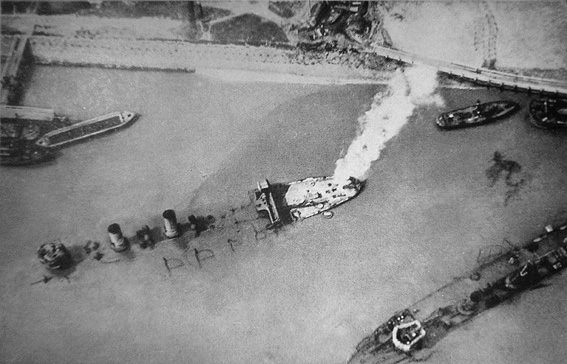
I relitti dei due incrociatori britannici affondati dinanzi al porto di Zeebrugge.

Benché i successi contro gli U-Boot della marina britannica si moltiplicassero, questi venivano prodotti ad una velocità pari a quella con cui venivano distrutti e colpivano le rotte di rifornimento britanniche attraverso la Manica rappresentando una continua minaccia alle vie di rifornimento della BEF impegnata sul continente. Per l'estate era poi previsto l'arrivo di numerose truppe americane con i relativi rifornimenti per cui occorreva chiudere "uno dei covi da cui i sommergibili nemici minacciavano le comunicazioni con gli Alleati".
Gli attacchi vennero sferrati nella tarda primavera del 1918. Il primo raid di Ostenda (parte dell'operazione ZO) venne compiuto dalla Royal Navy con l'obiettivo di bloccare l'accesso al porto omonimo, che veniva largamente utilizzato come base per gli U-Boot e il naviglio leggero. Il vicino porto di Bruges fu oggetto di un contemporaneo attacco.
Il 23 aprile 1918 tre vecchi incrociatori britannici furono affondati nel braccio di mare antistante la base dei sottomarini, ma il blocco durò solo pochi giorni in quanto i tedeschi rimossero due moletti collocati su un lato del canale, liberando così un varco per gli U-Boot con l'alta marea; in tre settimane i tedeschi riuscirono ad approntare una deviazione e i sottomarini ripresero indisturbati a pattugliare il mare del Nord e dintorni. L'incursione fu un fallimento ma l'opinione pubblica britannica si entusiasmò per il raid a Zeebrugge, viceversa si interessò meno all'attacco al canale di Ostenda, che pure conduceva alla base dei sottomarini di Bruges.
Tre settimane dopo il fallimento, venne lanciato un secondo attacco che ebbe maggior successo, con l'affondamento di una nave all'imbocco del canale, senza riuscire però a chiudere completamente il passaggio..

### Oceano Atlantico

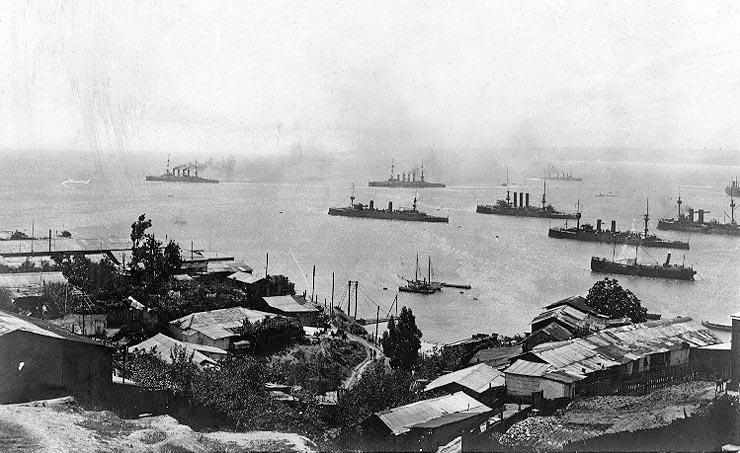
La squadra navale dell'ammiraglio von Spee in uscita dal porto di Valparaíso, dopo la battaglia di Coronel.

Sebbene alcuni rudimentali esemplari fossero stati usati in un conflitto già in precedenza, la Grande Guerra fu la prima occasione in cui i sommergibili furono usati in massa contro le unità navali di superficie, ed in particolare la prima occasione in cui l'arma sommergibile fu rivolta contro il traffico navale mercantile. Allo scoppio della guerra la Germania disponeva, come del resto tutte le principali marine militari contemporanee, di una piccola flotta di sommergibili composta da 28 unità, che furono inizialmente destinate alla posa di campi minati nelle acque territoriali britanniche ed all'attacco di navi da guerra avversarie: il 4 settembre 1914 l'U-21 fu il primo sommergibile del conflitto a colpire ed affondare una nave da guerra, l'incrociatore leggero britannico HMS Pathfinder, mentre il 1º gennaio 1915 lo U-24 fu il primo ad affondare una corazzata, la pre-dreadnought HMS Formidable; sebbene nei primi mesi di guerra fossero state affondate nove navi (contro però la perdita di cinque U-Boot), gli attacchi contro le unità da guerra nemiche si rivelarono in generale poco proficui, vista la maggiore velocità delle unità di superficie rispetto ad un sommergibile in immersione.
Il 20 ottobre 1914, al largo della costa norvegese, il sommergibile tedesco U-17 fermò, perquisì ed affondò il piroscafo britannico Glitra, primo mercantile colato a picco da un U-Boot nel corso del conflitto. L'impiego dei sommergibili contro il traffico mercantile era valutato in maniera negativa da parte del governo tedesco: le convenzioni internazionali in materia di guerra navale prevedevano l'affondamento delle unità civili solo dopo averle fermate, averle ispezionate per accertare la natura del carico ed aver concesso all'equipaggio il tempo di mettersi in salvo, tutte operazioni pericolose per un sommergibile, lento, poco armato e per nulla corazzato e quindi vulnerabile sia ad eventuali pezzi d'artiglieria installati sullo stesso mercantile attaccato, sia alla reazione di altre unità nemiche richiamate in zona tramite segnali radio; in aggiunta, le autorità tedesche erano riluttanti ad intraprendere una estesa campagna sommergibilistica indiscriminata contro il traffico navale per paura di alienarsi le simpatie delle nazioni neutrali, ed in particolare degli Stati Uniti.

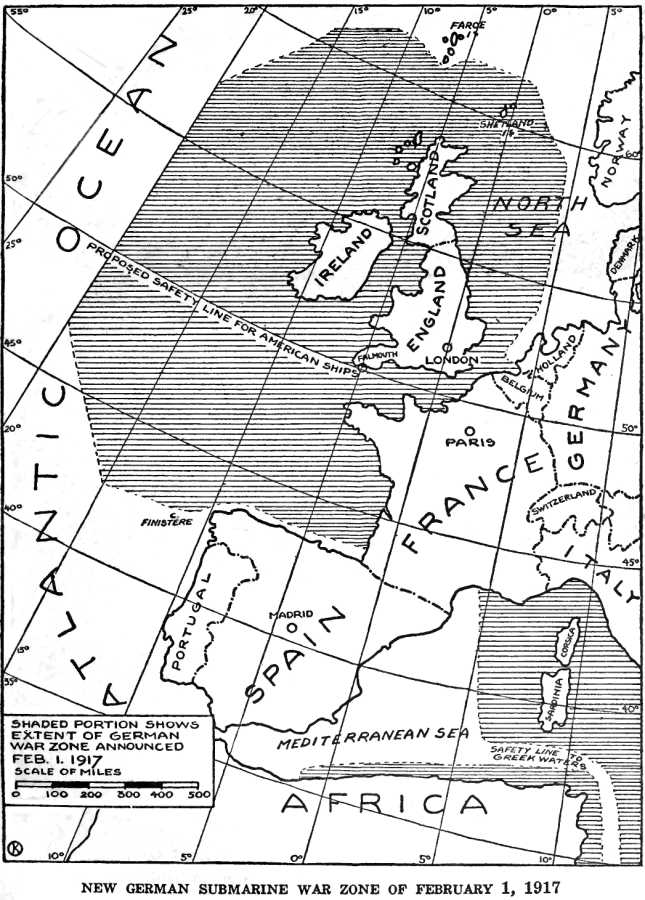
In neretto, le aree di mare dichiarate dalla Germania "zona di guerra sottomarina indiscriminata" nel febbraio del 1917.

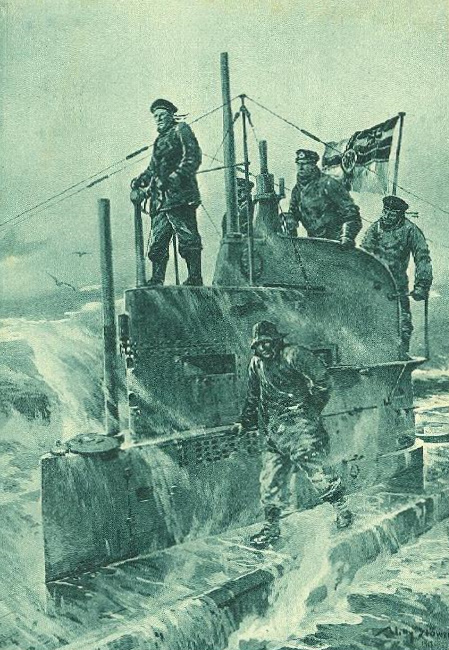
L'equipaggio di un U-Boot in una illustrazione di Willy Stöwer.

Fu solo nei primi mesi del 1915, davanti alla prospettiva di un conflitto lungo, che il governo tedesco abbandonò molte delle restrizioni sull'uso dell'arma subacquea: il 4 febbraio 1915 le acque intorno alle isole britanniche furono dichiarate zona di guerra sottomarina indiscriminata, dove tutti i mercantili diretti verso porti nemici potevano essere affondati dai sommergibili senza alcun preavviso; se nei primi sei mesi di guerra gli U-Boot avevano colato a picco mercantili per un totale di 43550 tonnellate di stazza lorda, tra il 18 febbraio ed il 30 aprile la cifra fu di 105000 t, per poi arrivare ad un totale di 748000 t nel corso di tutto il 1915. Il 7 maggio 1915 il sommergibile U-20 silurò ed affondò senza preavviso il transatlantico RMS Lusitania al largo delle coste meridionali dell'Irlanda: morirono 1201 passeggeri tra cui anche 128 cittadini americani; questo ed altri episodi simili che costarono la vita a cittadini americani spinsero il governo di Washington ad inviare forti proteste a Berlino, minacciando l'interruzione dei contatti diplomatici. Il 24 marzo 1916, dopo che altri cittadini americani avevano rischiato di morire nell'affondamento del traghetto Sussex in servizio nella Manica, il cancelliere Theobald von Bethmann-Hollweg, in accordo con il Kaiser, ordinò alla marina di abbandonare la campagna di attacchi indiscriminati e di attenersi scrupolosamente alle regole delle convenzioni internazionali; il 25 aprile seguente Scheer richiamò il grosso dei sommergibili dall'Atlantico per tornare ad impiegarli contro le navi da guerra nel Mare del Nord: tra l'agosto del 1914 ed il maggio del 1916 34 U-Boot erano stati affondati in combattimento, cifra però ampiamente compensata dalle 100 nuove unità entrate in servizio nello stesso periodo.
L'insuccesso patito nella battaglia dello Jutland ed i gravi effetti provocati dal blocco navale degli Alleati convinsero il governo tedesco a riconsiderare la sua posizione sull'uso dell'arma subacquea; il 6 ottobre 1916 fu autorizzata una nuova campagna su vasta scala ma ancora attenendosi alle regole internazionali: in quattro mesi gli U-Boot colarono a picco 516 mercantili per complessive 1388000 t al prezzo di sole 8 perdite, mettendo in seria difficoltà i traffici commerciali degli Alleati. Abbandonando ogni ulteriore remora, il 1º febbraio 1917 fu annunciata una nuova campagna senza restrizioni nelle acque britanniche: tra febbraio e giugno del 1917 gli U-Boot raggiunsero la cifra di 3844000 t di naviglio affondato, anche se questa nuova campagna fu il pretesto definitivo per l'entrata in guerra degli Stati Uniti a fianco dell'Intesa, cosa avvenuta il 6 aprile 1917. La campagna sommergibilistica tedesca fu così efficace sia per via dell'alto numero di battelli impiegati (nel febbraio 1917 erano disponibili 152 U-Boot), sia per la nuova rotta adottata per arrivare nelle acque atlantiche: invece di passare a nord della Scozia come nei primi tempi, i sommergibili tedeschi abbreviarono il percorso passando attraverso lo stretto di Dover, dove i campi minati e gli sbarramenti approntati dai britannici si erano dimostrati inefficaci. La campagna tedesca fece crollare le importazioni britanniche, portando il paese sull'orlo del collasso.
Gli Alleati reagirono in vari modi agli attacchi degli U-Boot: furono adottate in via generalizzata le bombe di profondità approntate all'inizio della guerra, e furono introdotti apparecchi per la rilevazione dei sommergibili in immersione come l'idrofono ed i primi rudimentali esemplari di sonar; alcuni mercantili furono trasformati in Q-ship, all'apparenza dei normali cargo ma dotati di pezzi d'artiglieria nascosti, per indurre il sommergibile ad emergere ed ingaggiare uno scontro di superficie. La misura che più di tutte permise agli Alleati di superare la minaccia subacquea fu tuttavia l'adozione della tattica dei convogli navali: i mercantili non erano più fatti navigare isolatamente, ma riuniti in formazioni fortemente scortate da unità da guerra (e, verso la fine del conflitto, anche da unità aeree e dirigibili); sebbene l'idea fosse stata proposta fin dall'inizio della guerra il comando della Royal Navy vi si era sempre opposto, non volendo disperdere un gran numero di unità di scorta per difendere i mercantili invece di impiegarle per dare la caccia direttamente agli U-Boot. Solo davanti alle alte perdite di mercantili ed alle pressioni del governo e degli Stati Uniti l'Ammiragliato britannico si convinse ad adottare la nuova tattica: nel luglio del 1916 il sistema dei convogli scortati fu adottato per la prima volta sulla rotta per Hoek van Holland, e nel gennaio del 1917 su quella per la Scandinavia; il primo convoglio atlantico partì il 10 maggio 1917 da Gibilterra, arrivando a destinazione senza perdite, mentre il 24 maggio seguente partì il primo convoglio transatlantico dagli Stati Uniti, arrivato in Gran Bretagna il 10 giugno dopo aver perso una sola nave.
L'approntamento dei convogli navali diminuì drasticamente i successi degli U-Boot, mentre il potenziamento dei mezzi offensivi delle navi scorta incrementò il numero delle perdite: tra l'agosto del 1917 ed il gennaio del 1918 il numero degli U-Boot affondati superò per la prima volta quello delle nuove costruzioni, 46 a 42; i tedeschi reagirono introducendo in servizio i grandi U-Boot Tipo U 151 ed U-Boot Tipo U 139, dotati di autonomia sufficiente per spingersi fin davanti alle coste americane, ma nel marzo del 1918 i britannici migliorarono gli sbarramenti dello stretto di Dover, impedendo ai sommergibili di accedere all'Atlantico per la via più breve. Gli U-Boot continuarono a battersi fino alla fine delle ostilità, ma sempre con minor successo: nell'ottobre del 1918 il 90% del traffico mercantile diretto nel Regno Unito viaggiava in convoglio, mentre nel corso di tutto il 1918 furono affondati solo 134 cargo che viaggiavano sotto scorta. Dei 375 U-Boot entrati in servizio durante il conflitto, 204 furono affondati in combattimento.

### Mar Mediterraneo

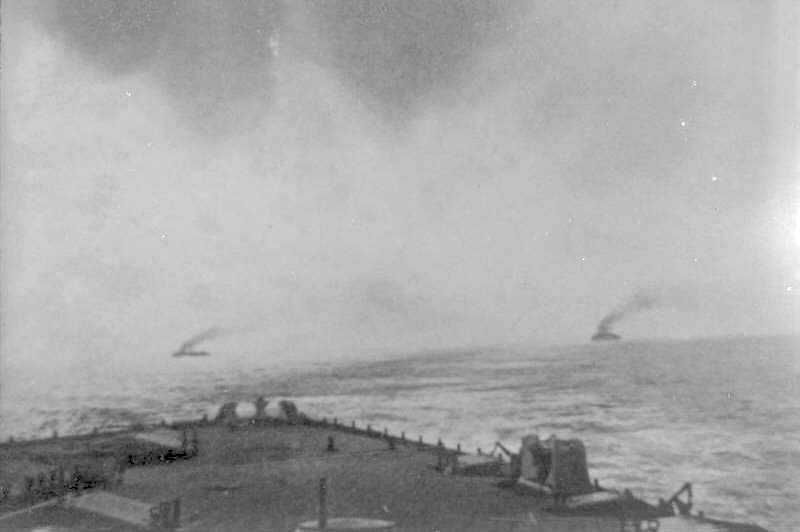
Fotografia scattata da una nave britannica all'inseguimento della e della, visibili sullo sfondo.

Il Mar Mediterraneo durante la prima guerra mondiale fu il teatro di un lungo scontro che coinvolse le marine alleate di Francia, Gran Bretagna, Italia e Giappone contro la k.u.k. Kriegsmarine austro-ungarica, la Kaiserliche Marine tedesca e la Osmanlı Donanması ottomana. Il vantaggio delle marine dell'Intesa fu subito evidente, in quanto con il blocco del Canale d'Otranto e il blocco delle basi tedesche e turche nel Mar Egeo, consentirono di imbottigliare rispettivamente le flotte austriache e tedesche nel Mare Adriatico e nell'Egeo, consentendo ai convogli Alleati di navigare più o meno liberamente nel Mediterraneo, collegando l'Europa alle colonie in Africa, possibilità invece quasi preclusa alla Germania. Le azioni principali degli Imperi centrali quindi si concentrarono soprattutto nel Mar Nero contro la flotta russa; in questo senso, troviamo il tentativo di forzare nel 1915 lo stretto dei Dardanelli degli Alleati durante l'omonima campagna, in modo tale di aprirsi l'unico varco nel Mar Nero e aiutare così l'alleato russo, in quel momento in grossa difficoltà. Successivamente la guerra nel Mediterraneo fu quasi interamente attuata da azioni di sommergibili austro-tedeschi nel tentativo di forzare i blocchi.
In base alla convenzione navale tra le nazioni della Triplice Alleanza del 1913, la flotta congiunta avrebbe dovuto interferire nel trasferimento delle truppe coloniali francesi dai possedimenti africani. Coerentemente ai piani originali, il comandante Souchon, già in rotta verso le coste africane, applicò l'azione pianificata e, il 4 agosto, aprì il fuoco con il Goeben e il Breslau rispettivamente contro i porti di Philippeville e Bona. Le unità furono però intercettate dalle forze dell'Intesa, che nei giorni seguenti tentarono di seguirne i movimenti nella convinzione che le due navi tedesche avrebbero agito come navi "corsare" nel Mediterraneo. In realtà il comandante tedesco Wilhelm Souchon aveva come obiettivo lo stretto dei Dardanelli.
Dopo essere sfuggite alla caccia britannica, le due navi arrivarono all'imbocco dello stretto, e chiesero permesso di entrare in acque turche; Ismail Enver, il ministro della guerra turco, consapevole che acconsentire il passaggio nei Dardanelli alle navi tedesche avrebbe rappresentato un atto ostile nei confronti della Gran Bretagna e avrebbe sospinto la Turchia nell'orbita della Germania, diede il suo assenso all'entrata nello stretto alle due navi tedesche. Per non pregiudicare la neutralità della Turchia, le due navi vennero cedute con un finto atto di vendita alla Turchia, ma a ciò non seguirono atti ostili e le due navi furono ancorate al porto di Istanbul.

#### Le operazioni nell'Adriatico

I cannoni principali da 305 mm della corazzata italiana.

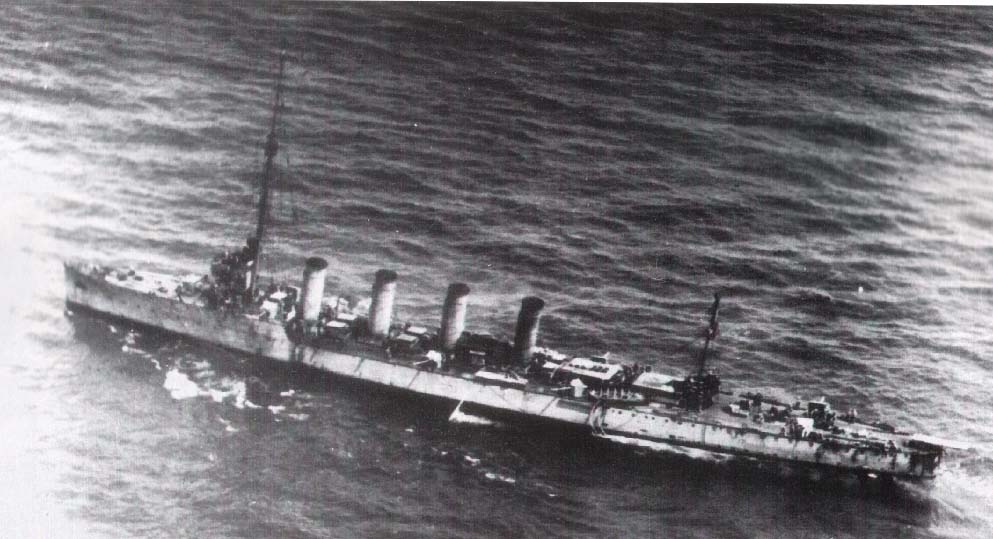
La, una delle navi austro-ungariche che partecipò alla battaglia del Canale d'Otranto.

Nonostante l'appartenenza alla Triplice alleanza, l'Italia allo scoppio del conflitto si mantenne neutrale, mettendo in crisi le strategie nel Mediterraneo di Austria-Ungheria e Germania. Sul campo la Germania non avrebbe potuto contare sulle truppe italiane e sul mare gli austriaci non avrebbero potuto fronteggiare la flotta francese. Con la marina tedesca impegnata a nord, all'entrata in guerra dell'Italia a fianco dell'Intesa, la flotta austro-ungarica si trovò improvvisamente sola contro le forze navali Alleate, e decise quindi di chiudersi all'interno dei suoi porti riducendo il fronte marittimo alla sola fascia costiera orientale dell'Adriatico e al suo sbocco nel canale d'Otranto.
La flotta austriaca allo scoppio delle ostilità era quantitativamente inferiore rispetto alla Regia Marina, ma poteva avvalersi di un notevole vantaggio strategico derivante dalla diversa conformazione delle coste adriatiche nei due versanti. Le scelte strategiche del comandante della flotta austro-ungarica si basarono interamente su questo fattore di potenza, che per l'Italia costituiva viceversa una grave condizione di vulnerabilità, anche per l'inadeguatezza delle difese costiere.
Una delle prime operazioni che la Regia Marina dovette affrontare fu il salvataggio dell'esercito serbo dopo la sua rotta a causa delle truppe austro-ungariche che avevano invaso la Serbia. Durante le operazioni vennero trasportati circa 155 000 uomini dalla costa albanese e greca (in particolare da Corfù) a quella italiana, in massima parte soldati, con una buona quantità di armi, e grazie a questa operazione le truppe serbe vennero poi impiegate sul fronte di Salonicco. Nessuna interferenza venne portata dalla flotta austro-ungarica all'operazione, vista la netta inferiorità di forze.
L'11 luglio 1915 fu anche deciso di inviare delle forze da sbarco sotto il comando dell'allora tenente di vascello Alberto Da Zara, con il compito di occupare l'isolotto adriatico di Pelagosa. Obiettivo dell'azione era quello di impiantare sull'isola una stazione di avvistamento per controllare il traffico nemico. Lo sbarco avvenne l'11 luglio 1915. Passata l'iniziale sorpresa la marina austriaca iniziò una serie di azioni navali con l'intento di sloggiare il piccolo reparto. L'isola venne bombardata a più riprese, sia dal mare, sia dall'aria. Su Pelagosa ruotarono tutte le operazioni navali adriatiche di quel periodo. Italiani e francesi mantenevano un sommergibile sempre in agguato nei pressi dell'isola. Il reparto sull'isola resistette con determinazione a tutti gli attacchi. Particolarmente violento fu l'attacco navale del 28 luglio. Ai primi di agosto vennero inviati rinforzi ma un ultimo attacco austriaco, il 17 agosto, indusse lo Stato Maggiore a reimbarcare il piccolo reparto dopo poco più di un mese di occupazione.
Le operazioni nell'Adriatico ebbero gli episodi salienti nei tentativi da parte austro-ungarica di forzare il blocco del Canale d'Otranto creato dagli Alleati dopo l'entrata in guerra dell'Italia. Nel marzo 1915 i tedeschi decisero di inviare agli austriaci un'aliquota di sommergibili, che dal canto loro offrirono le basi di Pola e Cattaro. Uno di questi sommergibili, l'U26 (l'U14 tedesco battente bandiera austriaca), affondò l'incrociatore italiano Amalfi dopo lo scoppio delle ostilità tra Italia ed Austria-Ungheria ma prima della dichiarazione di guerra tra Italia e Germania. La marina imperiale era più debole in quanto a navi da battaglia, ma poteva contare sulle quattro moderne navi della classe Tegetthoff che si sarebbero contrapposte alle due italiane della classe Caio Duilio e alle tre della classe Conte di Cavour. La flotta austriaca non aveva speranza di vincere in un confronto diretto, vista anche la sproporzione negli incrociatori e nelle unità di scorta, ma effettuò comunque varie azioni di interdizione contro la costa italiana, come il bombardamento di Ancona, e due tentativi di forzamento dello sbarramento di Otranto.

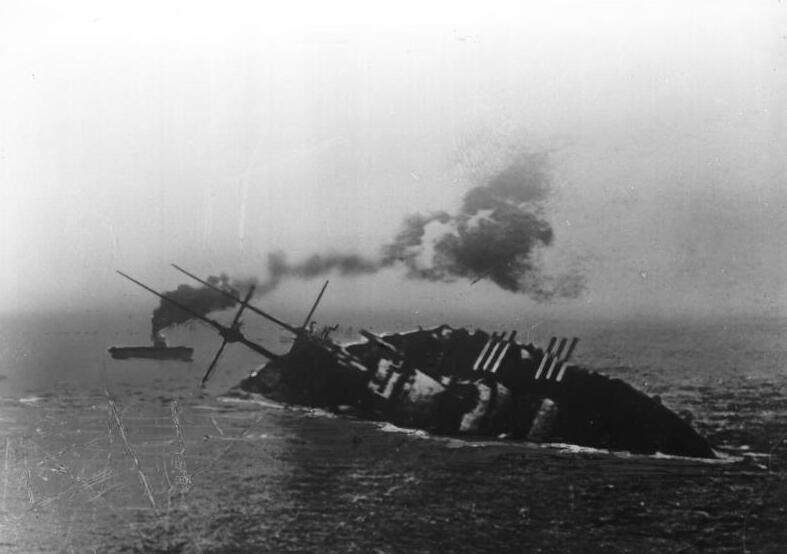
L'affondamento della, dopo l'azione dei MAS italiani nella cosiddetta impresa di Premuda.

Ai tentativi di forzamento del Canale gli Alleati risposero con la pronta reazione delle forze navali dislocate a Brindisi e Valona. L'Italia aveva stabilito una base navale sull'isola di Saseno, ed una forza navale di incrociatori britannici e cacciatorpediniere francesi era di base a Brindisi. Nell'alto Adriatico inizialmente la Regia Marina mantenne una presenza di unità pesanti, come l'incrociatore corazzato Amalfi e varie siluranti, ma dopo l'affondamento dello stesso Amalfi nelle fasi iniziali della guerra la presenza venne ridotta a MAS e sommergibili, concentrando tutte le unità di squadra tra Brindisi e Taranto. La guerra fu condotta anche attraverso sabotaggi, e come tale venne classificato l'affondamento della Leonardo da Vinci avvenuto nel porto di Taranto il 2 agosto 1916; sono stati però avanzati dubbi su questa ipotesi, mai provata. Gli italiani ricorsero a mezzi d'assalto speciali per tentare di forzare i porti avversari; i primi tentativi avvennero contro la base di Pola. Nel 1917 venne presentato un progetto di motoscafo atto a superare ostruzioni simili a quelle del canale di Fasana tramite due catene Galles cui erano applicati ganci, che aggrappandosi alle ostruzioni, lo spingevano in avanti consentendone il superamento. I mezzi furono soprannominati "barchino saltatore", ne furono costruiti quattro dall'Arsenale di Venezia, chiamati Cavalletta, Pulce, Grillo e Locusta, ma durante diverse azioni tra aprile e maggio 1918 non ebbero successo.
Altre importanti azioni vennero messe a segno dai MAS che affondarono le due navi da battaglia Wien, il 9 dicembre 1917, e Szent István in quella che è nota come impresa di Premuda. Nel primo episodio il MAS 9 pilotato da Luigi Rizzo penetrò nel vallone di Muggia lanciando una salva di siluri che affondarono la Wien e mancarono di poco la gemella Budapest colpendo la banchina. Nel secondo durante una missione di perlustrazione e dragaggio in alto Adriatico, i MAS 15 e 21, comandati dal capitano di corvetta Luigi Rizzo e dal guardiamarina Giuseppe Aonzo, si imbatterono in una forza navale austriaca costituita dalle corazzate Szent István e Tegetthoff, scortate da alcuni cacciatorpediniere. I due MAS si lanciarono al centro della formazione austro-ungarica puntando le due corazzate e lanciando le due coppie di siluri a loro disposizione. I due siluri del MAS 21 colpirono la Tegetthoff ma non esplosero, mentre i siluri del comandante Rizzo colpirono la Szent István che si capovolse per poi affondare.

#### La campagna dei Dardanelli

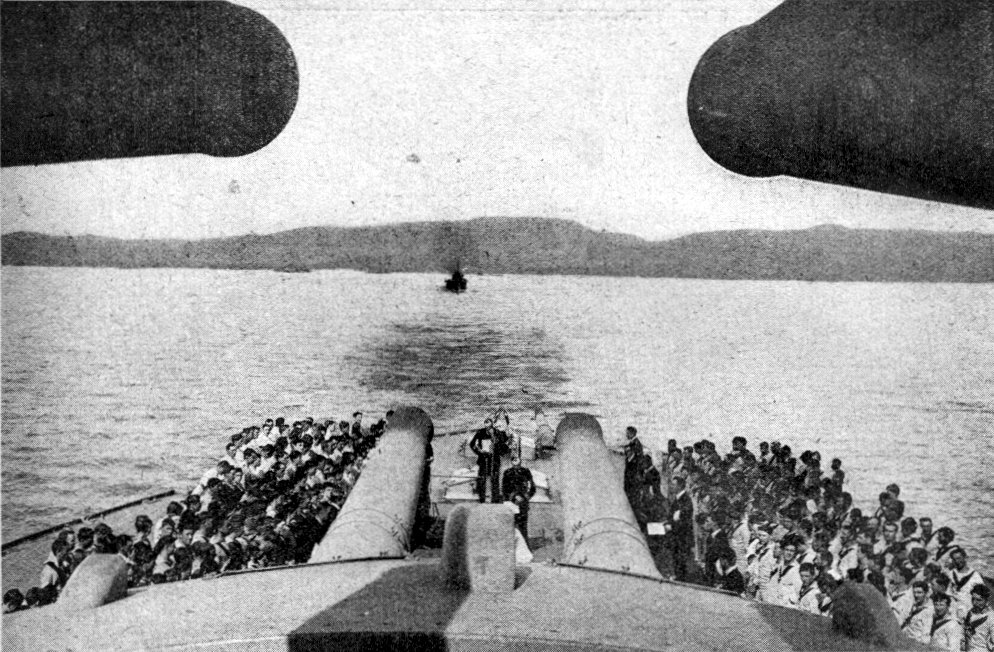
Funzione religiosa a bordo della Queen Elizabeth prima dell'inizio delle operazioni nei Dardanelli.

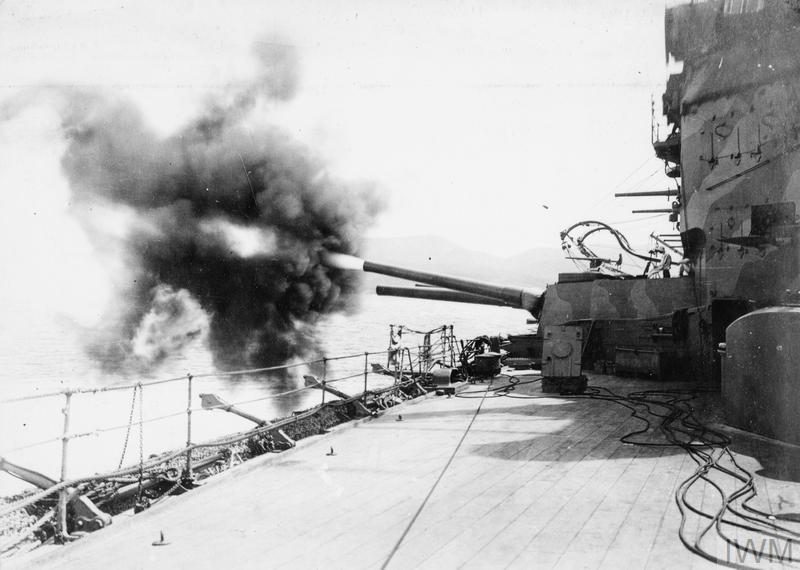
L' apre il fuoco contro le difese turche di Sedd el Bahr, 4 marzo 1915.

Sul fronte orientale, nel 1915 le armate russe erano in grossa difficoltà, sospinte dalle forze ottomane al di là dei confini che la Russia aveva tracciato a spese dei turchi nel 1878. Il granduca Nicola si appellò allora alla Gran Bretagna perché compisse un'azione di disturbo contro la Turchia, costringendola a richiamare a est parte delle sue truppe. I britannici su suggerimento di lord Horatio Kitchener e con l'appoggio di Winston Churchill, propose di attaccare dal mare i forti turchi nei Dardanelli.
Gli argomenti a favore di un'azione nei Dardanelli furono peraltro molto convincenti; le navi da guerra britanniche e francesi potevano raggrupparsi nell'Egeo senza il rischio di essere attaccate, in caso di necessità sarebbero poi state a disposizione le truppe australiane destinate al fronte occidentale già in viaggio verso l'Egitto senza dover quindi richiamare truppe da occidente. Dato che il consiglio di guerra britannico pensava di poter riportare una veloce vittoria, e il 19 febbraio 1915 le prime navi da guerra britanniche iniziarono a bombardare i forti turchi come parte preliminare delle azioni di sbarco previste in seguito.
La campagna navale dei Dardanelli ebbe inizio il 18 marzo, con la partecipazione di sei corazzate britanniche e quattro francesi. I forti all'imbocco dello stretto era per lo più stati messi fuori combattimento dai bombardamenti precedenti, quelli posti a controllo dei campi minati furono neutralizzati in meno di tre ore, e le lunghe file di mine poste all'ingresso dei Dardanelli vennero dragate dalle corazzate via via che avanzavano. Ma a complicare i piani furono una ventina di ordigni posti parallelamente alla riva destra da un vaporetto turco appena dieci giorni prima; tre delle dieci corazzate calarono a picco e una quarta subì grossi danni.
Nel primo giorno di attacco navale, le mine turche affondarono la francese Bouvet e le britanniche Irresistible ed Ocean, danneggiando gravemente l'incrociatore da battaglia Inflexible e le navi da battaglia francesi Suffren e Gaulois.
Nonostante queste perdite l'azione fu ad un soffio dal successo, per questo il consiglio di guerra britannico, invece di tentare un nuovo attacco navale, decise di anticipare gli sbarchi terrestri per attaccare i forti rimasti in piedi. Kitchener, molto fiducioso, decise nello sbarco in forze, che però non portò ai risultati sperati, rendendo la spedizione un vero disastro per la Gran Bretagna.
Il corpo di spedizione britannico ed australiano-neozelandese (ANZAC), subì gravissime perdite, tanto che le cinque divisioni impegnate inizialmente divennero sedici fino al forzato reimbarco.

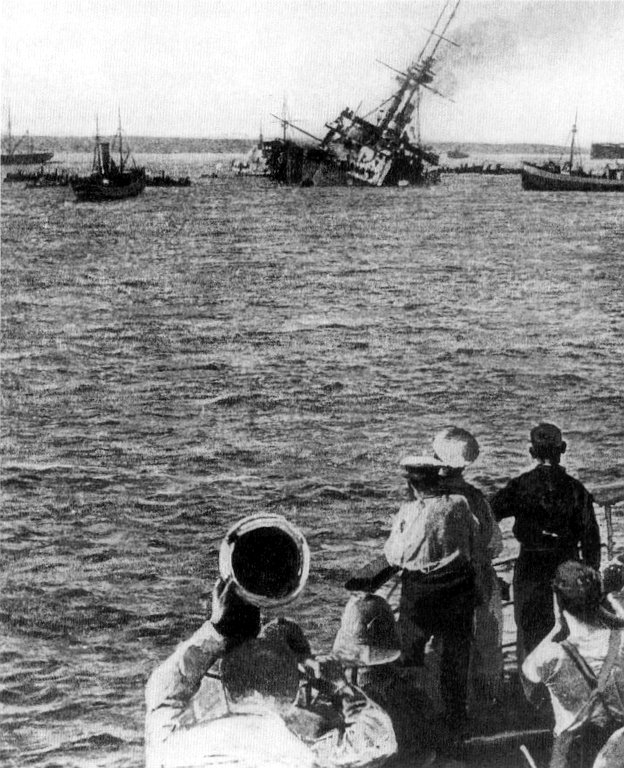
La cola a picco colpita dai siluri dell'U21, Capo Helles, 27 maggio 1915.

Da parte turca lo sforzo fu grande e venne supportato dalla Germania attraverso la massiccia presenza di propri consiglieri militari, ma la vittoria fece emergere i militari come spina dorsale di quella che sarebbe diventata la Turchia laica del dopo Impero ottomano, con alla guida il generale Mustafa Kemal, il quale si distinse nei combattimenti di terra guidando anche personalmente alcune operazioni sul campo ed imponendosi all'attenzione sia dei suoi connazionali che degli alleati tedeschi.
Da entrambe le parti venne fatto uso dei sommergibili, che da parte Alleata riuscirono nel bloccare il Mar di Marmara (nonostante la perdita di otto battelli) affondando tra l'aprile 1915 e il gennaio 1916 due navi da battaglia obsolete, un cacciatorpediniere, cinque cannoniere, nove navi da trasporto, sette navi da rifornimento e quasi 200 piccole imbarcazioni. La flotta turca, aveva il proprio punto di forza nelle navi ex-tedesche Yavuz, ex-Goeben e Midilli, ex-Breslau, che avevano fortunosamente raggiunto Istanbul inseguite da una forza di incrociatori britannici ed erano passate nominalmente sotto bandiera turca, pur mantenendo equipaggio tedesco. Il 25 aprile 1915, lo stesso giorno dello sbarco a Gallipoli, navi russe si portarono al largo del Bosforo e bombardarono i forti all'ingresso dello stretto. Due giorni dopo la Yavuz di diresse verso sud per bombardare le truppe dell'Intesa a Gallipoli, scortata dalla corazzata pre-dreadnought Turgut Reis (ex SMS Weissenburg) della classe Brandenburg. Furono avvistate al tramonto, da un pallone frenato, mentre si schieravano. Quando la prima salva da 380 mm della Queen Elizabeth colpì le acque vicino alla loro posizione, la Yavuz si spostò vicino alle scogliere, dove non poteva essere raggiunta dai colpi nemici. Il 30 aprile, la Yavuz tentò ancora la missione di bombardamento, ma fu individuata dalla corazzata pre-dreadnought Lord Nelson che si era portata all'interno dei Dardanelli per bombardare il comando turco presso Çanakkale. La nave britannica riuscì soltanto a lanciare cinque proiettili prima che la Yavuz si portasse fuori tiro. Dal punto di vista navale, non vi furono altri scontri diretti tra le forze di superficie dei due schieramenti prima del ritiro delle forze da sbarco Alleate.
Il 20 gennaio 1918, la Yavuz e la Midilli, sempre con equipaggio tedesco, lasciarono i Dardanelli sotto il nuovo comando del vice-ammiraglio Rebeur-Paschwitz. L'intenzione dell'ammiraglio tedesco era di attirare le forze navali dell'Intesa lontano dalla Palestina perché non potessero contrastare le forze turche nell'area. Uscita fuori dagli stretti, nella sortita nota come la battaglia di Imbros dal nome della baia nella quale si svolse, la Yavuz sorprese ed attaccò una piccola squadra britannica, priva di protezione da parte di unità pesanti, affondando i monitori HMS Raglan e HMS M28 che si erano rifugiati nella baia non potendo sfuggire a causa della loro scarsa velocità. Rebeur-Paschwitz decise poi di avanzare verso il porto di Mudros nell'isola di Lemno dove la corazzata britannica pre-dreadnought Agamemnon stava mettendo in pressione le caldaie per ingaggiare le navi turche. Mentre procedeva, la Midilli urtò alcune mine ed affondò; anche la Yavuz urtò tre mine e dovette essere arenata nei pressi dello stretto per evitare l'affondamento. La nave arenata venne poi attaccata sia dal Royal Naval Air Service (l'aviazione navale britannica) che da un monitore, la HMS M17 senza reale esito. Il sommergibile HMS E14 fu inviato per distruggere la nave danneggiata, ma giunse troppo tardi: la vecchia corazzata Turgut Reis aveva già trainato la Yavuz a Costantinopoli. La Yavuz era inabilitata dagli estesi danni; le riparazioni andarono avanti dal 7 agosto al 19 ottobre. Da qui in poi non vi fu nessuna operazione di rilievo nell'area fino al termine delle ostilità.

### Mar Baltico

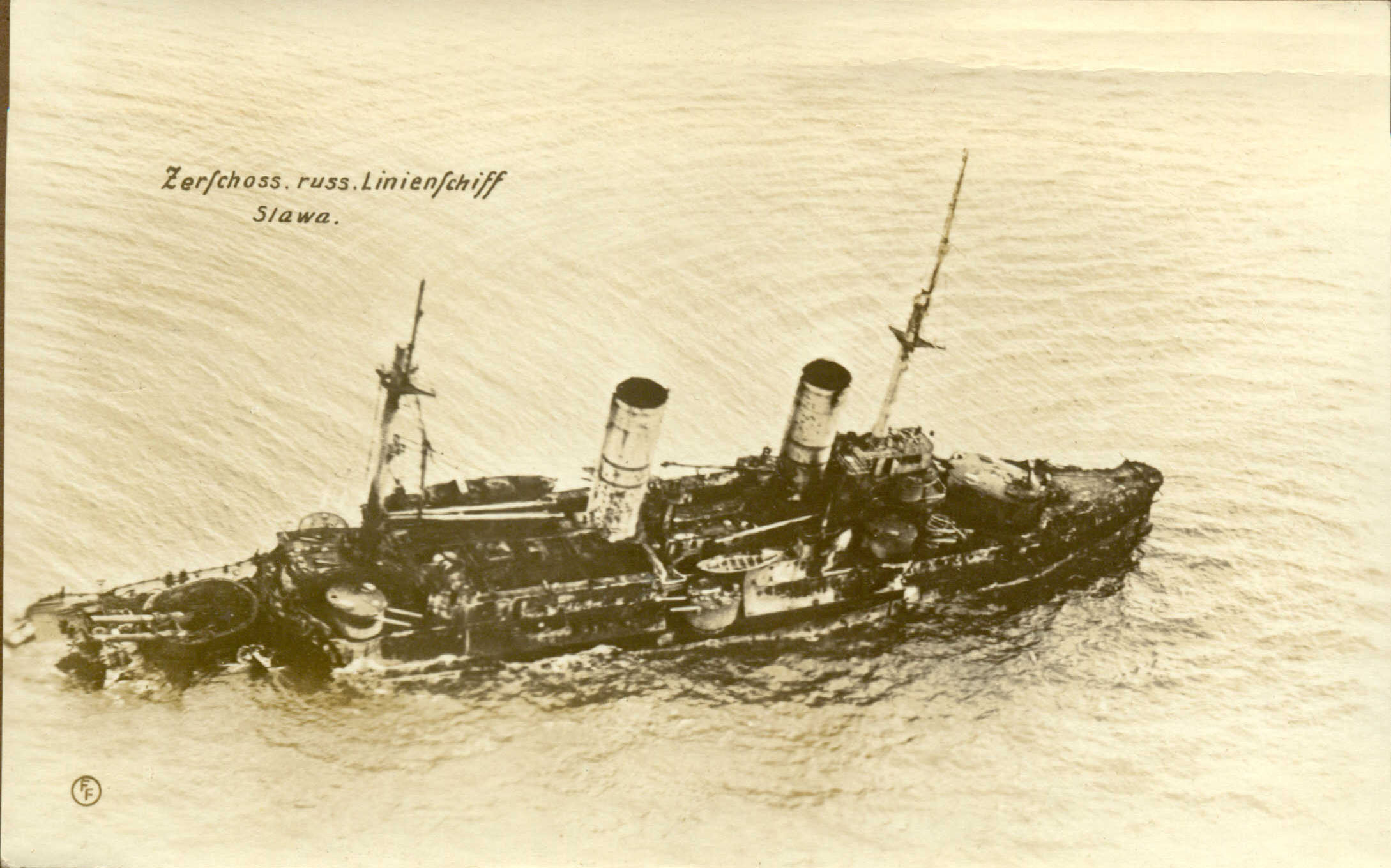
La corazzata russa affonda al termine della battaglia dello stretto di Muhu.

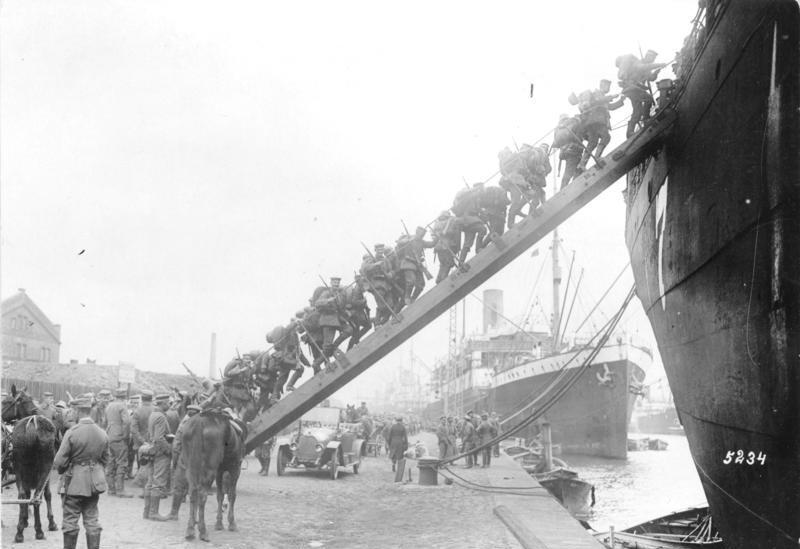
Truppe tedesche incaricate di occupare l'isola di Saaremaa (operazione Albion), si imbarcano su un piroscafo, ottobre 1917.

Sia la Russia che la Germania adottarono una strategia prevalentemente difensiva nelle strette acque del mar Baltico: se la Flotta del Baltico russa era surclassata sia numericamente che qualitativamente dalla flotta tedesca, questa tuttavia aveva come compito primario il confronto con la Royal Navy nel Mare del Nord, potendo quindi destinare solo poche unità nelle acque baltiche; entrambi i contendenti quindi si dedicarono prevalentemente alla posa di ampi sbarramenti di mine navali ed a rapidi attacchi con forze leggere contro le coste nemiche, al fine di bombardare le basi navali e di appoggiare le operazioni delle truppe di terra. Il Regno Unito fornì supporto al suo alleato inviando una piccola flottiglia di sommergibili nelle acque del Baltico: di base a Tallinn e poi ad Helsinki, i battelli britannici furono molto attivi nel disturbare i traffici commerciali tedeschi nel bacino, mentre al contrario i pochi sommergibili russi operarono sotto forti restrizioni, per evitare attriti con la neutrale ma filo-tedesca Svezia.
Le ostilità iniziarono subito dopo la dichiarazione di guerra, con incursioni di squadre di incrociatori leggeri contro i rispettivi porti principali; durante una di queste operazioni, il 26 agosto 1914 l'incrociatore tedesco SMS Magdeburg finì incagliato nei pressi dell'isola di Osmussaar, all'imboccatura del Golfo di Finlandia, e dovette essere autoaffondato dall'equipaggio. Questo evento apparentemente minore si dimostrò un importante successo per le forze alleate: ispezionando il relitto, infatti, i russi rinvennero tre copie del libro codice della marina tedesca; una di queste fu subito inviata agli uffici di codifica dell'Ammiragliato britannico (Room 40), che da allora in poi fu sempre in grado di decrittare le comunicazioni radio della Kaiserliche Marine.
L'alto comando russo si dimostrò sempre molto prudente nell'impiegare le sue unità maggiori, destinandole prevalentemente alla difesa dei golfi di Riga e soprattutto di Finlandia, al fine di proteggere la capitale zarista San Pietroburgo; di per contro, squadre di corazzate ed incrociatori da battaglia tedeschi furono occasionalmente impiegate nelle acque baltiche, in particolare per appoggiare i tentativi di forzare le difese russe davanti a Riga. Tra l'8 ed il 19 agosto 1915, una grossa squadra tedesca composta da otto corazzate e dall'incrociatore da battaglia SMS Moltke tentò di forzare lo stretto di Irbe, tra la Curlandia e l'isola di Saaremaa, dando luogo alla battaglia del golfo di Riga: due distinti tentativi di dragare il canale dalle mine furono respinti dal fuoco delle batterie costiere russe e della corazzata Slava, e la squadra tedesca si ritirò dopo aver subito danni leggeri.
La rivoluzione di febbraio del 1917 portò gravi danni al morale ed alla coesione degli equipaggi della flotta russa, che progressivamente perse gran parte del suo potenziale bellico; approfittando della situazione, la marina tedesca decise di compiere un nuovo tentativo di forzare il golfo di Riga: l'11 ottobre 1917 fu lanciata l'operazione Albion, ed un contingente dell'esercito tedesco massicciamente supportato dalle corazzate della Hochseeflotte sbarcò nelle isole di Saaremaa, Hiiumaa e Muhu, al fine di neutralizzare le batterie costiere russe e di permettere il dragaggio dei campi minati. L'operazione fu un successo, e le corazzate tedesche poterono così penetrare nel golfo per affrontare le navi russe: il 17 ottobre le due squadre si affrontarono nella battaglia dello stretto di Muhu, conclusasi con la ritirata delle forze russe che persero nello scontro la corazzata Slava.
Con la ritirata russa dal Golfo di Riga cessarono le principali operazioni belliche nel bacino: il 3 marzo 1918 il trattato di Brest-Litovsk tra gli Imperi centrali ed il nuovo governo bolscevico pose fine alle ostilità sul fronte orientale; in una delle ultime operazioni belliche nel Baltico, nell'aprile del 1918 un contingente tedesco (Ostsee-Division) fu sbarcato ad Helsinki in appoggio alle guardie bianche finlandesi, impegnate in una dura guerra civile contro i bolscevichi locali.

### Mar Nero

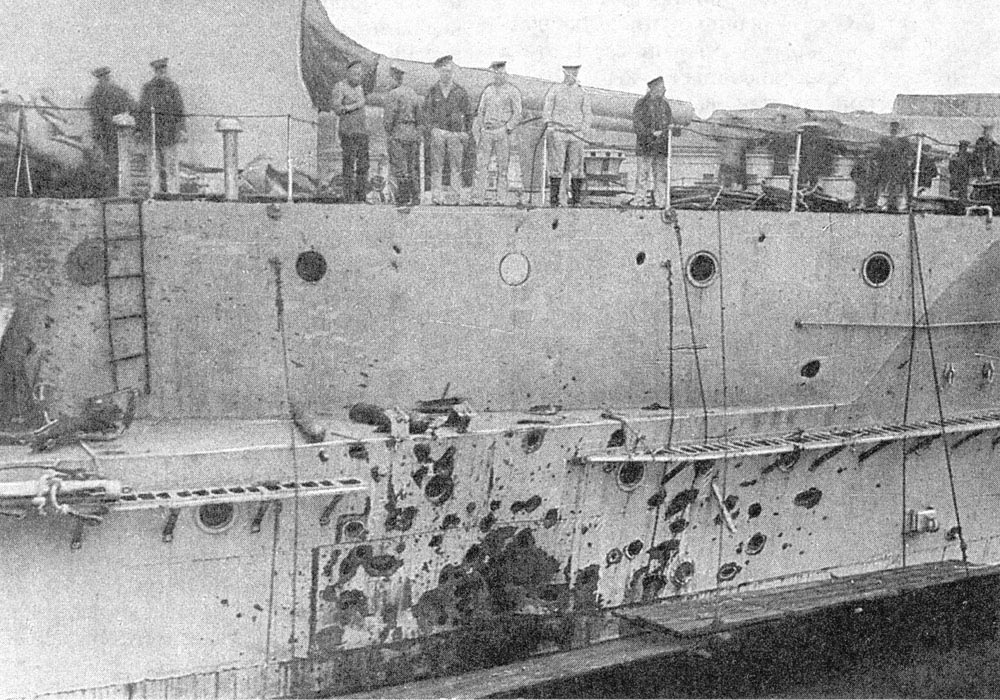
La corazzata russa Evstafi danneggiata nella battaglia di Capo Saryč.

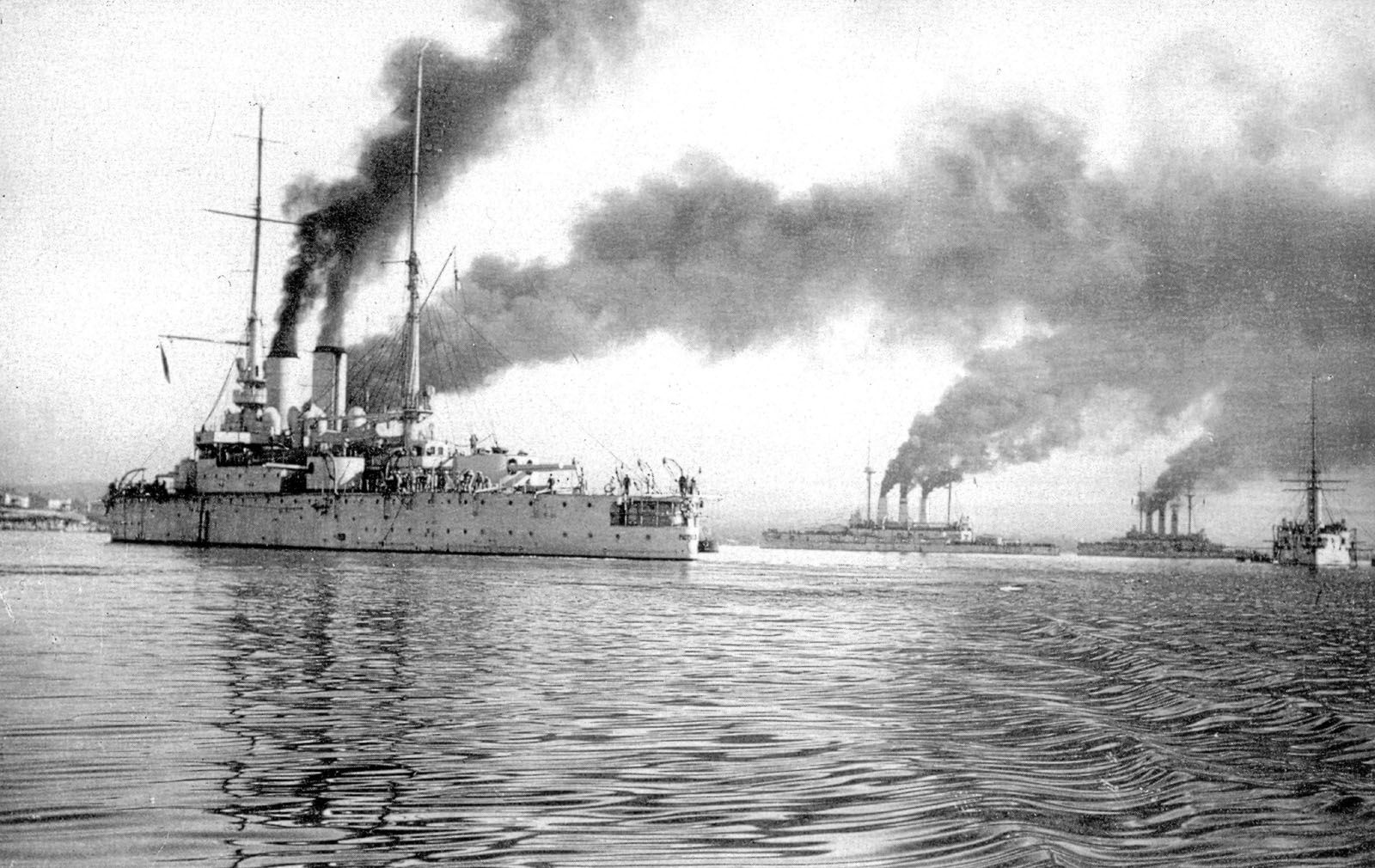
La Flotta del Mar Nero russa in navigazione davanti a Sebastopoli.

L'arrivo della Goeben e della Breslau ad Istanbul fu molto importante nella decisione ottomana di entrare in guerra a fianco della Germania; le ostilità nel Mar Nero si aprirono all'alba del 29 ottobre 1914 quando, senza dichiarazione di guerra, la flotta ottomana attaccò le principali basi russe nel bacino: due cacciatorpediniere bombardarono Odessa, dove affondarono una cannoniera, la Breslau e l'incrociatore Hamidiye cannoneggiarono Feodosia e Novorossijsk, mentre la Goeben aprì il fuoco su Sebastopoli, affondando un posamine ma venendo lievemente danneggiata dalle batterie costiere; gli attacchi comunque provocarono pochi danni per i russi, e la Flotta del Mar Nero compì già nel pomeriggio del 29 ottobre una crociera dimostrativa davanti al Bosforo. I rapporti di forza tra i due contendenti erano particolari: se la Goeben era singolarmente più forte e più veloce di ciascuna delle vecchie navi russe, la Flotta del Mar Nero manteneva una notevole superiorità numerica e qualitativa sul resto della squadra ottomana, dotata di poche unità veramente efficienti; anche in considerazione di ciò, la condotta russa nel Mar Nero fu molto più aggressiva di quella tenuta nel Baltico.
Già ai primi di novembre del 1914 la flotta russa si mosse al completo verso le coste turche, al fine di stendere campi minati davanti al Bosforo e di attaccare il traffico mercantile tra i porti di Trebisonda e Zonguldak, principale linea di rifornimento delle armate ottomane impegnate sul fronte del Caucaso; il 18 novembre, al rientro da una missione di bombardamento costiero, la squadra di corazzate russe incappò nella Goeben e nella Breslau al largo di Capo Saryč, la punta meridionale della Crimea: nel corso di un confuso scontro tra la nebbia, la Goeben mise a segno quattro colpi sull'ammiraglia russa, la corazzata Evstafi, ma l'incrociatore fu danneggiato da un proiettile di grosso calibro sparato dalla nave nemica e preferì rompere il contatto e ritirarsi. Lo scontro convinse tedeschi e ottomani ad impegnare con cautela la Goeben, onde non esporla a rischi non calcolati nel timore di perdere l'unico vantaggio che avevano sui russi; il 26 dicembre seguente l'incrociatore urtò due mine davanti a Istanbul riportando notevoli danni, aggravati dalla mancanza di cantieri navali moderni dove eseguire le necessarie riparazioni.
Sfruttando l'inattività della Goeben, a partire dai primi mesi del 1915 la flotta russa intraprese diversi attacchi lungo la costa settentrionale dell'Anatolia, distaccando anche la corazzata Rostislav a Batumi per appoggiare le operazioni dell'esercito sul fronte del Caucaso; la Flotta del Mar Nero fu anche attiva nell'appoggiare la campagna franco-britannica nei Dardanelli, cannoneggiando più volte le posizioni ottomane nel Bosforo. Il 3 aprile 1915 la marina ottomana subì un duro colpo perdendo una delle sue poche unità principali efficienti, l'incrociatore protetto Mecidiye, a causa dell'urto con una mina davanti ad Odessa; la situazione per gli Imperi centrali peggiorò alla fine dell'anno, quando entrarono in servizio due nuove corazzate russe tipo dreadnought, l'Imperatrica Marija e l'Imperatrica Ekaterina Velikaja, garantendo alla Flotta del Mar Nero una superiorità netta sull'avversario. Nei primi mesi del 1916 la Flotta del Mar Nero intervenne massicciamente in appoggio all'esercito russo sul fronte del Caucaso, bombardando ripetutamente le posizioni ottomane senza incontrare quasi opposizione dalle unità nemiche; la flotta condusse anche una serie di vittoriose operazioni di sbarco lungo la costa anatolica, collaborando agli importanti successi russi riportati nell'offensiva di Erzurum e nella battaglia di Trebisonda, tra febbraio ed aprile.
Per la fine del 1916 la marina russa aveva ormai acquisito il controllo del Mar Nero, contrastata solo da un pugno di sommergibili tedeschi di base a Varna e da occasionali uscite in mare della Goeben; il 20 ottobre tuttavia la Flotta del Mar Nero subì un duro colpo quando la corazzata Imperatrica Marija esplose mentre si trovava all'ancora a Sebastopoli, probabilmente a causa di un incidente. La rivoluzione di febbraio del 1917 non pregiudicò il controllo russo sul bacino, sebbene anche la Flotta del Mar Nero iniziasse a subire i primi cedimenti del morale degli equipaggi; il 23 giugno 1917 vi fu un ultimo scontro in mare quando la corazzata Imperatrica Ekaterina Velikaja mise in fuga la Breslau davanti all'isola dei Serpenti, prima che una tacita tregua mettesse fine alle operazioni nell'ottobre seguente. Con il trattato di Brest-Litovsk del 3 marzo 1918 le ostilità ebbero termine, ed i tedeschi procedettero all'occupazione della Crimea: l'Imperatrica Ekaterina Velikaja e la nuova dreadnought Imperator Aleksandr III (ribattezzate rispettivamente Svobodnaja Rossija e Volia) lasciarono la base abbandonando il resto della flotta ai tedeschi, ma durante il viaggio l'equipaggio ucraino della seconda si ammutinò e riportò la nave in porto. Le vicende delle superstiti unità della Flotta del Mar Nero si fusero poi con quelli della più ampia guerra civile russa.

### Altri teatri

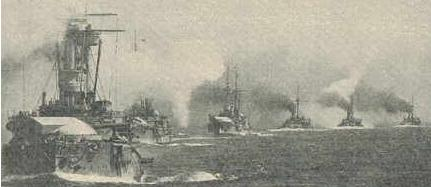
Unità dell'Ostasiengeschwader in navigazione

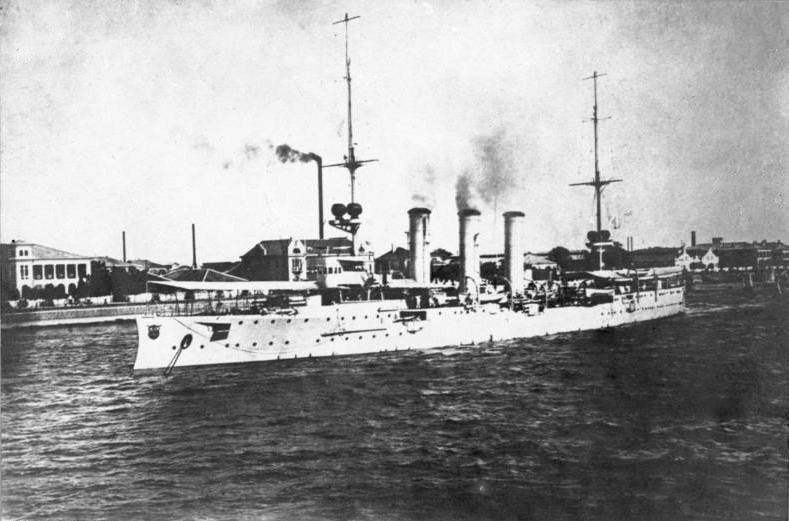
L'incrociatore leggero, autore di una proficua crociera corsara nell'oceano Indiano

Allo scoppio della guerra un certo numero di navi tedesche era dislocato molto lontano dalla madrepatria, trovandosi quindi nella condizione di intraprendere azioni di disturbo e attacco al commercio nemico, spesso scarsamente difeso. Nell'oceano Pacifico era dislocato l'Ostasiengeschwader ("squadrone dell'Asia orientale") dell'ammiraglio Maximilian von Spee, forte di due incrociatori corazzati e quattro incrociatori leggeri; normalmente di base nella colonia di Tsingtao, in Cina, allo scoppio della guerra lo squadrone fu concentrato nei pressi dell'isola di Ponape, per poi iniziare una lunga traversata del Pacifico in direzione est, bombardando strada facendo il porto di Papeete, nella Polinesia francese (22 settembre 1914). Dopo essere arrivate nelle acque dell'America meridionale, il 1º novembre 1914 le unità di von Spee furono affrontate da una squadra britannica al largo della costa cilena: nella successiva battaglia di Coronel i britannici subirono una netta sconfitta, la prima sul mare dalla fine delle guerre napoleoniche, perdendo due incrociatori obsoleti ed un piroscafo armato, anche per errori di valutazione dell'ammiraglio Craddock che lasciò indietro una pre-dreadnought, la Canopus, per la sua velocità inferiore, affrontando i più moderni incrociatori tedeschi i cui pezzi principali avevano una maggior gittata dei corrispondenti britannici. L'insuccesso spinse l'ammiragliato ad inviare un gran numero di unità verso il Sudamerica, tra cui due moderni incrociatori da battaglia: l'8 dicembre 1914 la squadra di von Spee si scontrò con i britannici nella battaglia delle Falkland, finendo quasi completamente annientata; l'unico superstite tra le navi tedesche, l'incrociatore leggero SMS Dresden, si rifugiò nelle acque del neutrale Cile, salvo poi essere affondato dai britannici nella battaglia di Más a Tierra, il 14 marzo 1915, con le susseguenti proteste tedesche per la violazione della neutralità cilena.
Altre unità operarono singolarmente: l'incrociatore leggero SMS Emden fu distaccato da von Spee per attaccare il traffico mercantile nell'oceano Indiano, bombardando i porti di Madras (22 settembre 1914) e Penang (29 ottobre 1914), ed affondando un totale di 23 navi dell'Intesa, tra cui un incrociatore russo e un cacciatorpediniere francese; il 9 novembre 1914 la Emden fu intercettata al largo delle isole Cocos dall'incrociatore australiano HMAS Sydney, venendo affondata al termine di un duro scontro. L'incrociatore leggero SMS Königsberg operò invece al largo dell'Africa Orientale tedesca, attaccando il porto di Zanzibar il 20 settembre 1914 dove affondò un vecchio incrociatore protetto britannico; intrappolata dai britannici nel delta del fiume Rufiji, la nave fu infine affondata l'11 luglio 1915. Un altro incrociatore leggero, la SMS Karlsruhe, si trovava nei Caraibi al momento dello scoppio delle ostilità: la nave operò subito contro il traffico commerciale nemico affondando 17 mercantili, ma il 4 novembre 1914 esplose ed affondò 200 miglia ad est di Trinidad, a causa di una detonazione accidentale nel suo deposito delle munizioni.
La distruzione della squadra di von Spee lasciò praticamente senza protezione le sparse colonie tedesche nel Pacifico: appoggiate dalla flotta australiana, il 30 agosto 1914 le truppe neozelandesi occuparono le Samoa, mentre nel settembre seguente gli australiani si impossessarono della Nuova Guinea tedesca. La base navale di Tsingtao fu posta sotto assedio da parte di un contingente giapponese, massicciamente supportato dalla Marina imperiale giapponese: in rada erano rimasti solo il vecchio incrociatore austriaco SMS Kaiserin Elisabeth, quattro cannoniere e la torpediniera S-90, che il 17 agosto 1914 riuscì ad affondare con un siluro l'incrociatore giapponese Takachiho; priva di qualsiasi supporto, la guarnigione della piazzaforte tedesca capitolò infine il 7 novembre seguente. Le restanti colonie tedesche nelle isole Caroline, nelle Marshall e nelle Marianne furono occupate dalla marina giapponese entro la fine dell'ottobre del 1914.
Operazioni navali del tutto peculiari ebbero luogo anche nelle acque dei grandi laghi dell'Africa sud-orientale, nell'ambito della più ampia campagna dell'Africa Orientale Tedesca: se nei laghi Niassa e Vittoria le poche unità tedesche furono ben presto neutralizzate dalle più numerose imbarcazioni britanniche e belghe, più lunga fu la lotta nel lago Tanganica, dove un pugno di cannoniere e piccoli mercantili armati sotto il comando del capitano Gustav Zimmer fu in grado di dominare a lungo lo specchio d'acqua contro le scarse unità a disposizione delle autorità del Congo belga; i britannici reagirono inviando nel lago un gruppo di lance armate smontabili, al termine di un lungo viaggio attraverso i fiumi e le foreste del Congo, riuscendo infine ad avere ragione delle unità tedesche sul finire del maggio del 1916.

## La guerra aerea

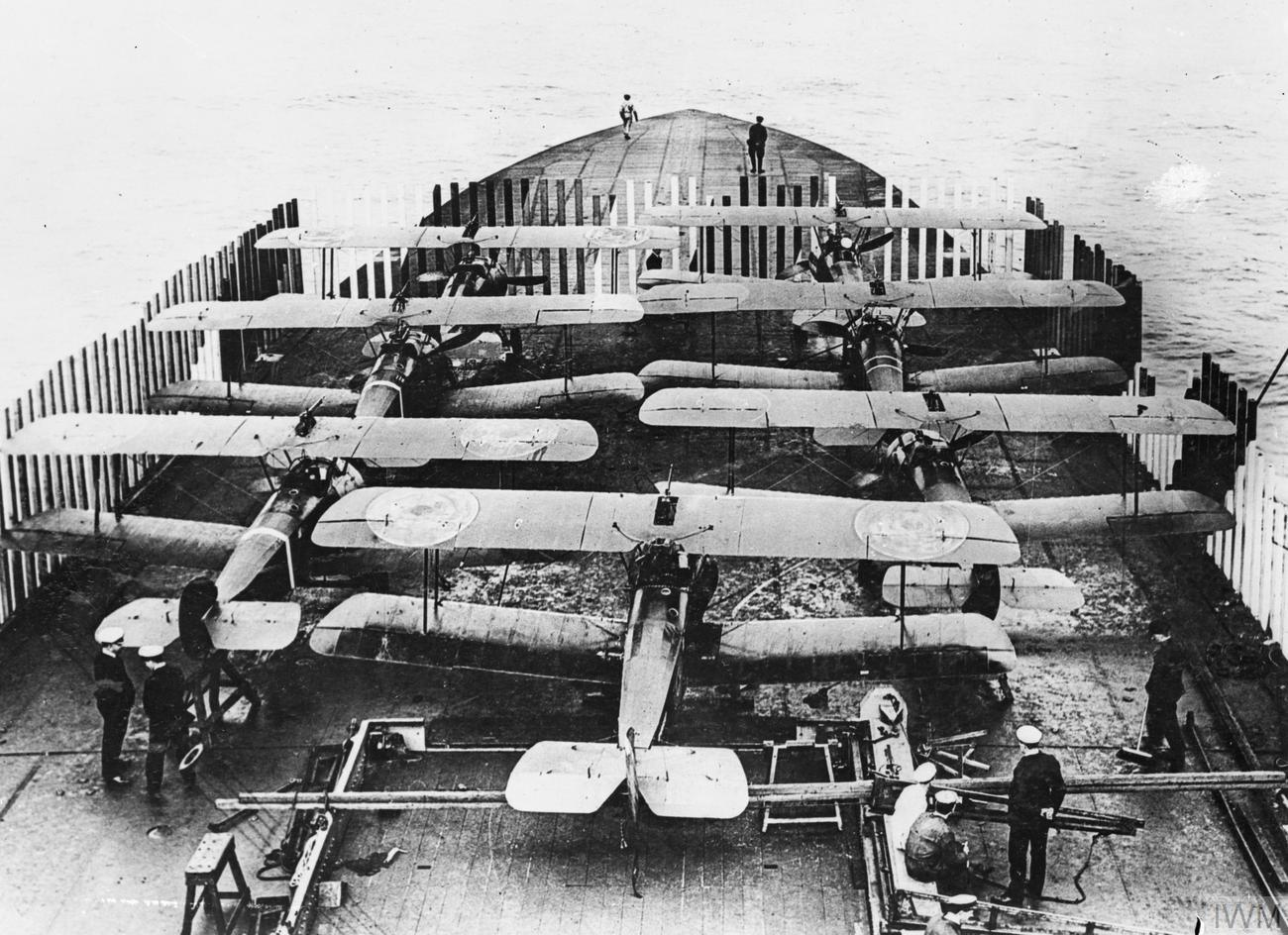
I Sopwith Camel pronti all'azione sul ponte della Furious prima del raid su Tondern.

Sebbene la potenza navale dell'epoca fosse rappresentata dalle navi da battaglia, i mezzi aerei avevano iniziato a compiere i primi voli anche in mare. I primi esperimenti vennero effettuati con gli idrovolanti, che potevano essere messi in mare da apposite navi attrezzate, come ad esempio la HMS Engadine che partecipò al raid di Cuxaven e alla battaglia dello Jutland. Nel primo, il 25 dicembre 1914 sette idrovolanti messi in mare dalla nave, e dalle altre due navi appoggio idrovolanti HMS Riviera e HMS Empress, effettuarono una «ricognizione aerea della baia di Helgoland, compresa Cuxhaven, Helgoland e Wilhelmshaven» cogliendo inoltre «l'opportunità di attaccare con bombe punti di militare importanza» nella Germania imperiale del nord, nello specifico le basi degli Zeppelin, che colpivano con regolarità il territorio metropolitano inglese ed erano irraggiungibili dagli aerei con base a terra. Anche la HMS Ark Royal era una nave appoggio idrovolanti ma poteva anche far decollare due aerei dal suo ponte di volo; una volta decollati però, questi potevano solo dirigersi verso basi a terra.
I britannici crearono anche un servizio aereo della marina, il Royal Naval Air Service, autonomo rispetto ai Royal Flying Corps; i suoi compiti erano il pattugliamento marittimo a difesa della flotta e delle coste per l'individuazione di sommergibili e navi nemiche, oltre che la difesa aerea del cielo della Gran Bretagna. Durante la battaglia dello Jutland, i velivoli della HMS Engadine effettuarono ricognizioni aeree sul cielo del teatro di operazioni; uno di questi velivoli, pilotato dal tenente Frederick S. Rutland con l'assistenza di G.S. Trewin come osservatore, effettuò la prima ricognizione aerea della Hochseeflotte da parte di un mezzo più pesante dell'aria. Le portaerei entrarono in servizio solo dopo la fusione con la RAF, e la HMS Furious partecipò al raid di Tondern appunto con apparecchi in forza alla RAF.

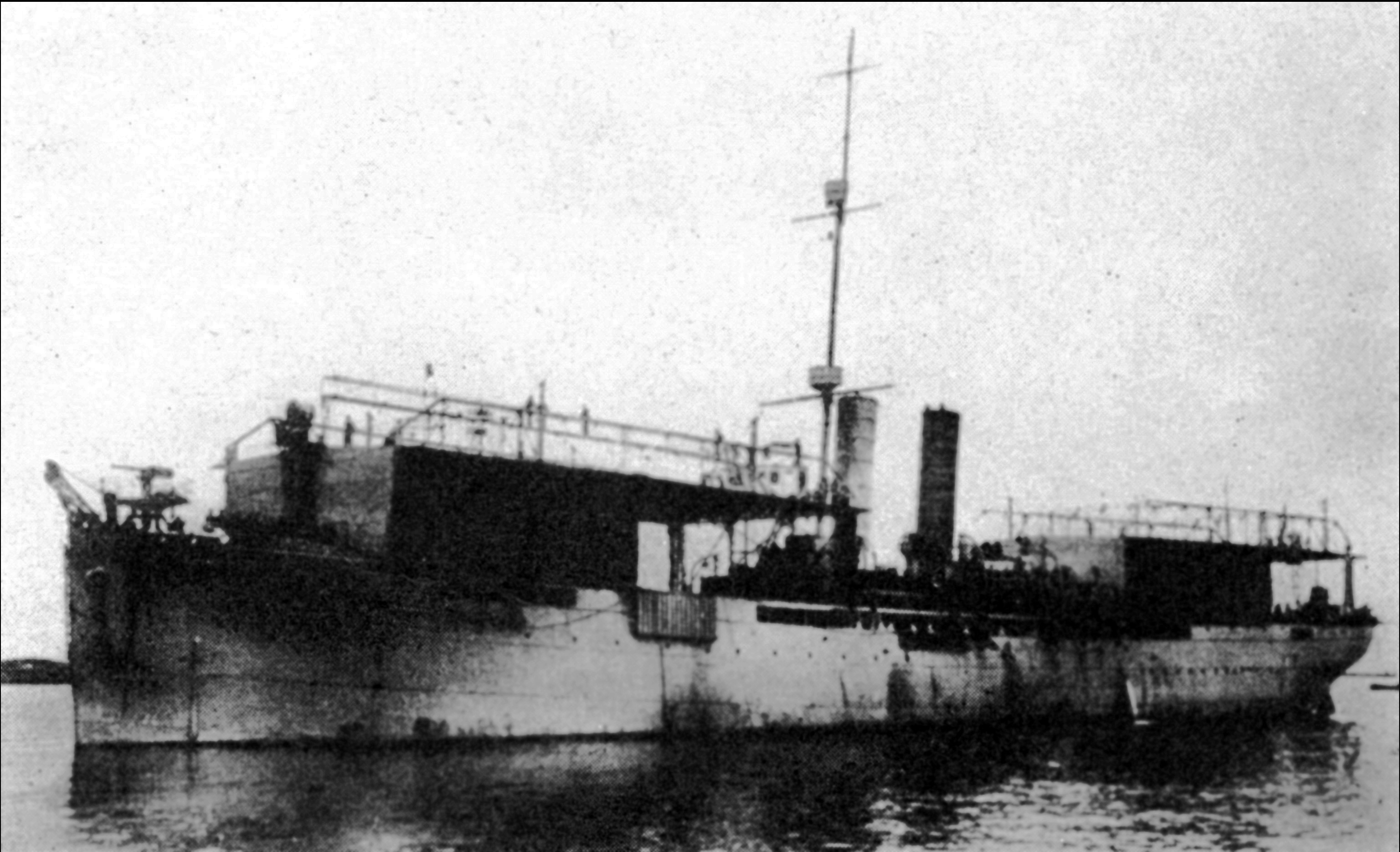
La Regia Nave dopo i lavori di trasformazione con le gru ed i ricoveri per gli idrovolanti.

Anche nell'Adriatico gli idrovolanti vennero estesamente impiegati sia da parte austro-ungarica che da parte italiana, sia per la ricognizione che per attacchi ad installazioni portuali avversarie o ad unità sottili o sommergibili; in questi scontri, alcuni mezzi vennero costretti ad ammarare e furono catturati dagli avversari. La Regia Marina italiana iniziò il conflitto con quindici idrovolanti, non tutti efficienti e non tutti armati, e nell'imminenza del primo conflitto mondiale l'incrociatore Elba era stato trasformato in appoggio idrovolanti, con la rimozione dell'intero armamento principale e la costruzione di ricoveri, per alloggiare 3-4 idrovolanti del tipo Curtiss "Flying Boat", da calare in mare per il decollo e recuperare al termine del volo tramite dei verricelli. Nel giugno del 1913, con decreto ministeriale era stato infatti costituito ufficialmente il "Servizio Aeronautico della Regia Marina". A questa unità ne venne affiancata un'altra, la nave mercantile Quarto, che venne acquistata della Regia Marina e ribattezzata Europa, i cui lavori di trasformazione vennero realizzati in pochi mesi all'Arsenale di La Spezia. Con il prosieguo delle ostilità gli attacchi degli idro basati a Grado, distante pochi minuti di volo da Trieste, divennero talmente molesti da costringere il comando austro-ungarico a bombardare ripetutamente l'idroscalo. Alla cessazione delle ostilità, le forze aeree della Regia Marina erano notevolmente espanse e ripartite su Venezia: 251ª, 252ª, 253ª e 259ª Squadriglie Ricognizione su idro L.3, 260ª e 261ª Squadriglie Caccia su Macchi M.5; Porto Corsini: 263ª Squadriglia Ricognizione su idro FBA, 286ª Squadriglia Caccia su Macchi M.5; Ancona: 264ª Squadriglia Ricognizione su idro FBA, 287ª Squadriglia Caccia su Macchi M.5.

## La resa degli Imperi centrali
Durante l'ottobre 1918, sul fronte occidentale le truppe Alleate stavano ormai avanzando inesorabilmente verso il confine belga sfruttando il caos interno in Germania e la netta superiorità di uomini e mezzi al fronte.
Il 25 ottobre in Germania i giornali pubblicarono il telegramma, poi annullato, in cui si ordinava di "combattere fino alla fine". Indignato, il principe Max von Baden si recò dal Kaiser per chiedere le dimissioni di Ludendorff o, in caso contrario, offrire quelle del governo. Ludendorff andò a sua volta da Guglielmo II per domandargli di respingere ancora una volta l'offerta di porre le condizioni all'armistizio da parte del presidente degli Stati Uniti Wilson e continuare a combattere.
Ludendorff ebbe l'appoggio di Hindenburg e, cosa ancor più importante, del ministro della guerra Scheüch; ma resosi conto dell'impossibilità di tale richiesta da parte dell'imperatore, Ludendorff diede le dimissioni.
Il 26, mentre la Turchia negoziava la resa e l'Austria-Ungheria avviava i contatti con l'Italia, la flotta tedesca d'alto mare non fu più disposta a continuare la guerra: l'ordine impartitole di salpare per sferrare un ultimo attacco fece sobbalzare l'ammiragliato britannico che decodificò il messaggio, ma i marinai tedeschi si rifiutarono di ubbidire. L'ammiraglio Scheer tentò in ogni modo di convincere gli uomini a combattere, ma i marinai non si lasciarono persuadere; per cinque volte fu dato l'ordine di salpare e per cinque volte l'ordine venne disatteso. Un migliaio di ammutinati vennero arrestati, ma in tal modo la flotta venne immobilizzata.

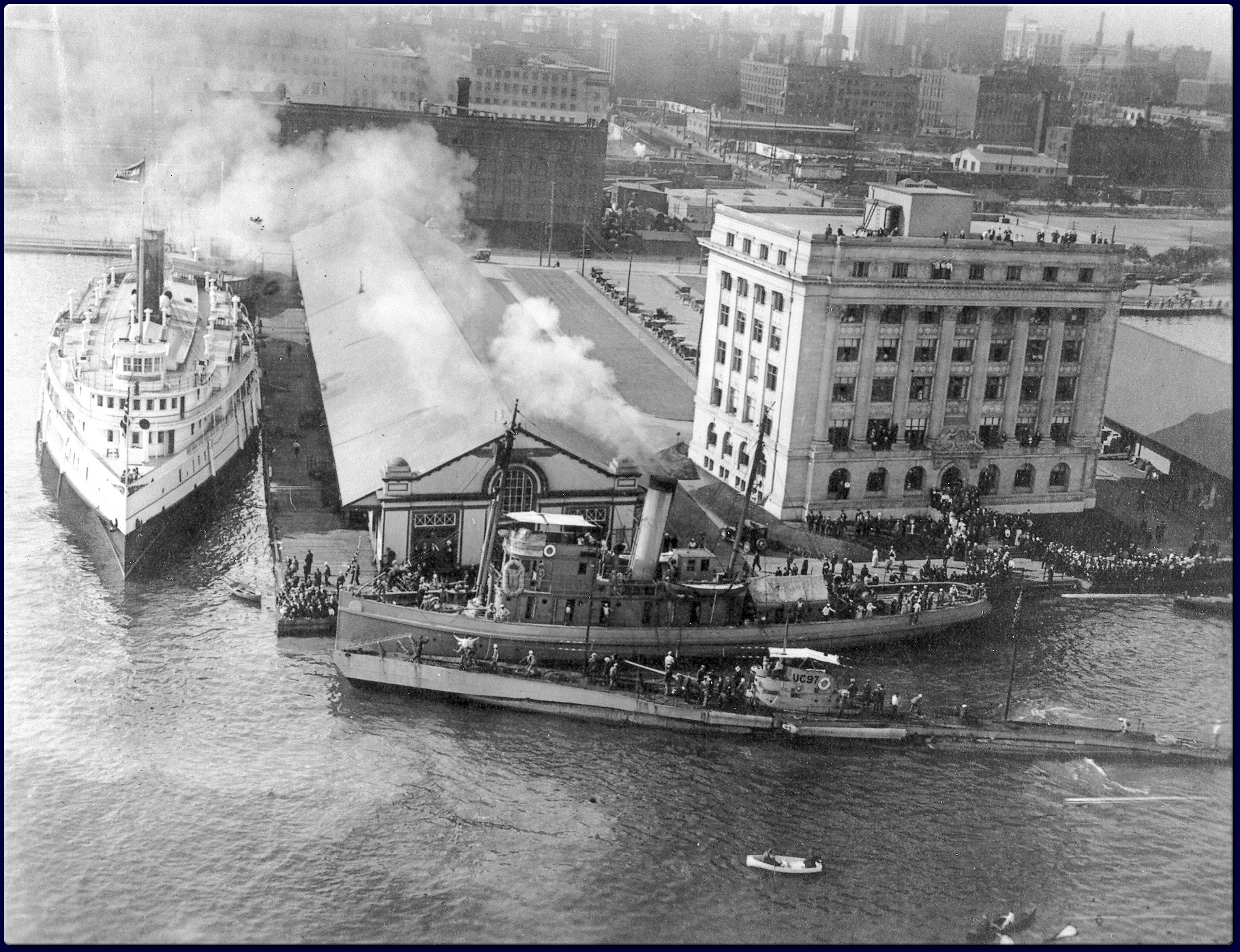
Il sommergibile tedesco UC-97 a Toronto dopo essersi arreso alle forze statunitensi.

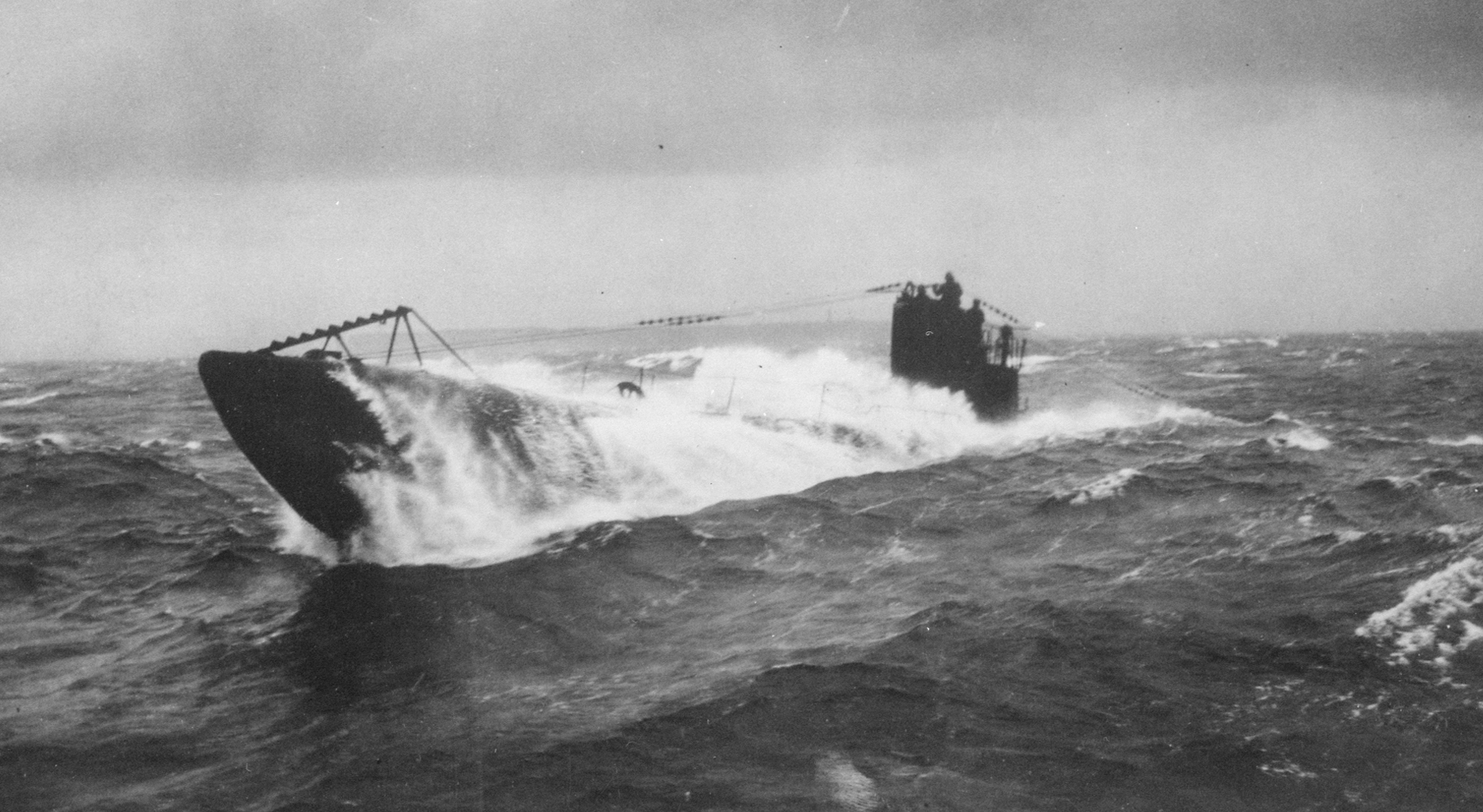
Un sommergibile tedesco classe UB-3 naviga nell'Oceano Atlantico durante le fasi finali del conflitto

Il 28 ottobre sulla corazzata Agamemnon, al largo dell'isola di Lemno, i negoziatori turchi e britannici misero a punto gli ultimi particolari dell'armistizio che sarebbe entrato in vigore alla mezzanotte del giorno seguente. Le clausole imposero alla Turchia di aprire i Dardanelli e il Bosforo alle navi da guerra Alleate e di accettare l'occupazione militare dei forti sugli stretti.
Il 31 ottobre, nel porto di Pola, gli slavi meridionali presero in consegna le navi da guerra austro-ungariche che l'imperatore Carlo I d'Austria aveva ceduto loro credendo di sottrarle alla cessione in vista dell'imminente armistizio, ma un gruppo di incursori italiani, non informato del fatto, attaccò la corazzata Viribus Unitis affondandola con la morte di centinaia di marinai in quella nota come "impresa di Pola". La flottiglia del Danubio fu ceduta all'Ungheria.
Il 4 novembre entrò in vigore anche l'armistizio con l'Austria-Ungheria. Solo la Germania continuava a combattere anche se nella marina tedesca gli ammutinamenti si estendevano a macchia d'olio. A Kiel quello stesso giorno altre migliaia di marinai, molti operai e 20 000 soldati andarono a ingrossare le file dei 3 000 marinai ammutinatisi il giorno prima. Molte migliaia dei marinai di Kiel si recarono a Berlino per innalzarvi la bandiera della sedizione. Il 5 i marinai di Lubecca e di Travemünde dichiararono la loro adesione alla rivoluzione, il giorno seguente i marinai di Amburgo, Brema, Cuxhaven e Wilhelmshaven fecero altrettanto. Nella serata dell'8 novembre l'ammiraglio von Hintze raggiunse Spa, dove il governo tedesco e il Kaiser erano riuniti per discutere la resa, per comunicare all'imperatore che la sua marina non avrebbe più obbedito ai suoi ordini.
Il giorno seguente la Germania firmò l'armistizio di Compiègne: le truppe Alleate occuparono il paese e la Hochseeflotte venne internata nella base britannica di Scapa Flow.
Il 18 gennaio 1919 iniziò conferenza di pace di Parigi, che avrebbe deciso le sorti della Germania; fu chiaro fin dall'inizio che la resa prevedeva la cessione della flotta ai vincitori, così il 21 giugno la flotta tedesca si autoaffondò a Scapa Flow. Il 22 giugno 1919 a Versailles i delegati acconsentirono alla firma del trattato tra i paesi vincitori e la Germania, che rifiutò solo la clausola della dichiarazione di "colpevolezza"; mentre i rappresentanti Alleati si stavano preparando a discutere questo nuovo gesto di sfida, arrivò la notizia dell'autoaffondamento, e gli Alleati decisero immediatamente non solo di rifiutare qualsiasi modifica al trattato, ma di concedere ai tedeschi solo ventiquattr'ore di tempo per sottoscriverlo.
I tedeschi furono quindi obbligati a firmare il trattato con le umilianti condizioni di pace, e il 28 giugno fu ratificato da 44 Stati.
Nel frattempo le navi austro-ungariche vennero cedute prima dell'armistizio alle marine dei costituendi stati che poi confluiranno nella Jugoslavia, ma la cessione non venne riconosciuta dagli Alleati come avente valore legale, tanto che quasi l'intera classe Tátra di cacciatorpediniere, tranne una unità, venne assegnata all'Italia, così come la corazzata SMS Tegetthoff; alla Francia toccarono un cacciatorpediniere ed una nave da battaglia, la SMS Prinz Eugen, che verrà in seguito affondata come bersaglio, mentre al Regno Unito toccarono altre unità che vennero smantellate.
Anche alla marina ottomana fu intimato, sulla base del trattato di Sèvres, di consegnare agli Alleati la sua flotta da battaglia, ormai ridotta alla Yavuz ed a poche altre unità efficienti; gli sviluppi della guerra d'indipendenza turca e la sottoscrizione del nuovo trattato di Losanna nel 1923 tuttavia fecero sì che tale cessione non avesse luogo, e le superstiti unità ottomane passarono quindi per intero al servizio della nuova marina militare turca.